# Vattentorn

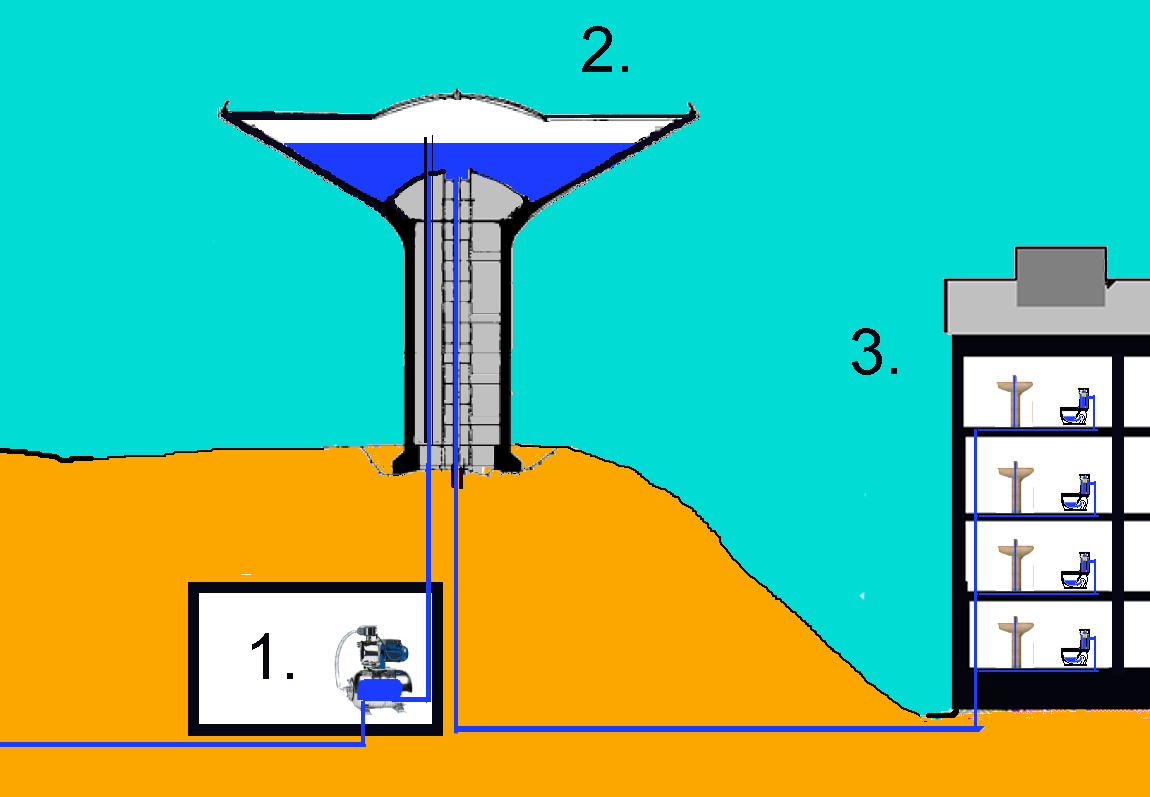
Skiss på hur ett vattentorn fungerar:
1. pumpstation
2. vattenreservoar
3. vatten till hushåll

Ett vattentorn är en anläggning vars syfte är att åstadkomma rätt vattentryck i vattenledningssystemet genom att det sammanhänger med vatten som lagras på hög höjd (i vattentornet). Moderna svenska vattentorn är ofta svampformade efter "Svampen" i Örebro från 1958.
Vattentorn, eller högreservoarer, har till syfte att utjämna skillnaden mellan pumpad vattenmängd och vattenförbrukning, att tjäna som reserv vid större rörbrott och för eldsläckning samt att hålla konstant tryck inom förbrukningsorten. Högreservoarerna är, beroende på reservoarplatsens höjdläge i förhållande till förbrukningsorten, helt eller delvis nedsänkta i marken, placerade direkt på marken, upplyfta på pelare eller, vid mycket flack terräng, förlagda i torn. Vattentornen byggdes förr av murverk med cisterner av gjutjärn eller smidesjärn. Senare utfördes vanligen tornen av murverk i kombination med ett skelett av armerad betong, uteslutande av betong eller murverk, eller också användes ett gallerverk av smidesjärn. Cisternerna var vanligen av smidesjärn eller armerad betong.
Högreservoarer kan i viss mån ersättas av ståndrör, men då måste pumpningen nära följa förbrukningen, vilket medför behov av större antal pumpar. Vattenreservoarer för mindre vattenledningar rymmer vanligen ett dygns förbrukning. För större städer däremot är de vanligen endast tillräckligt stora för att utjämna variationerna mellan pumpad och förbrukad vattenmängd.
Många vattentorn har karaktäristiska utseenden och fungerar som landmärken. Eftersom de ofta dominerar bilden av den bebyggelse de ingår i är det viktigt att de utformas väl även från estetisk synpunkt.
I USA brukar vattentornen i mindre städer vara märkta med stadens namn, vilket uppskattas av amatörflygare, eftersom det förenklar navigationen.
Vattentorn har använts vid järnvägar för att med hjälp av vattenhästar fylla vatten på ånglok.

## Bildgalleri
Exempel på några vattentorn och -reservoarer runtom i världen.

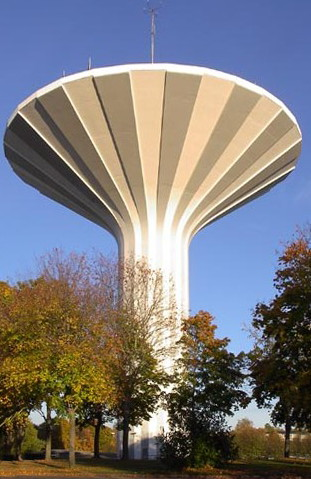
Svampen, Örebro
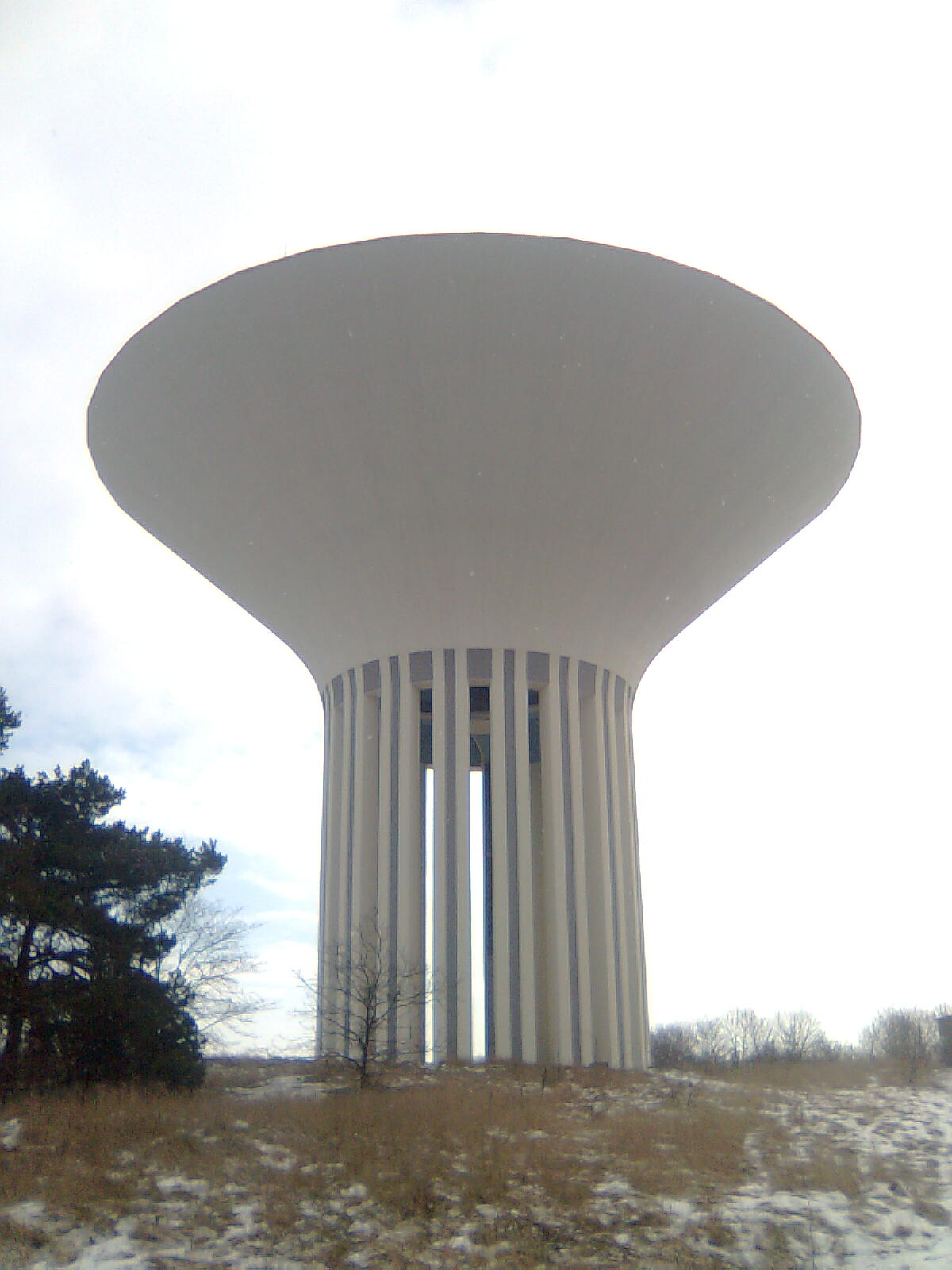
Vattentornet i Uppsala
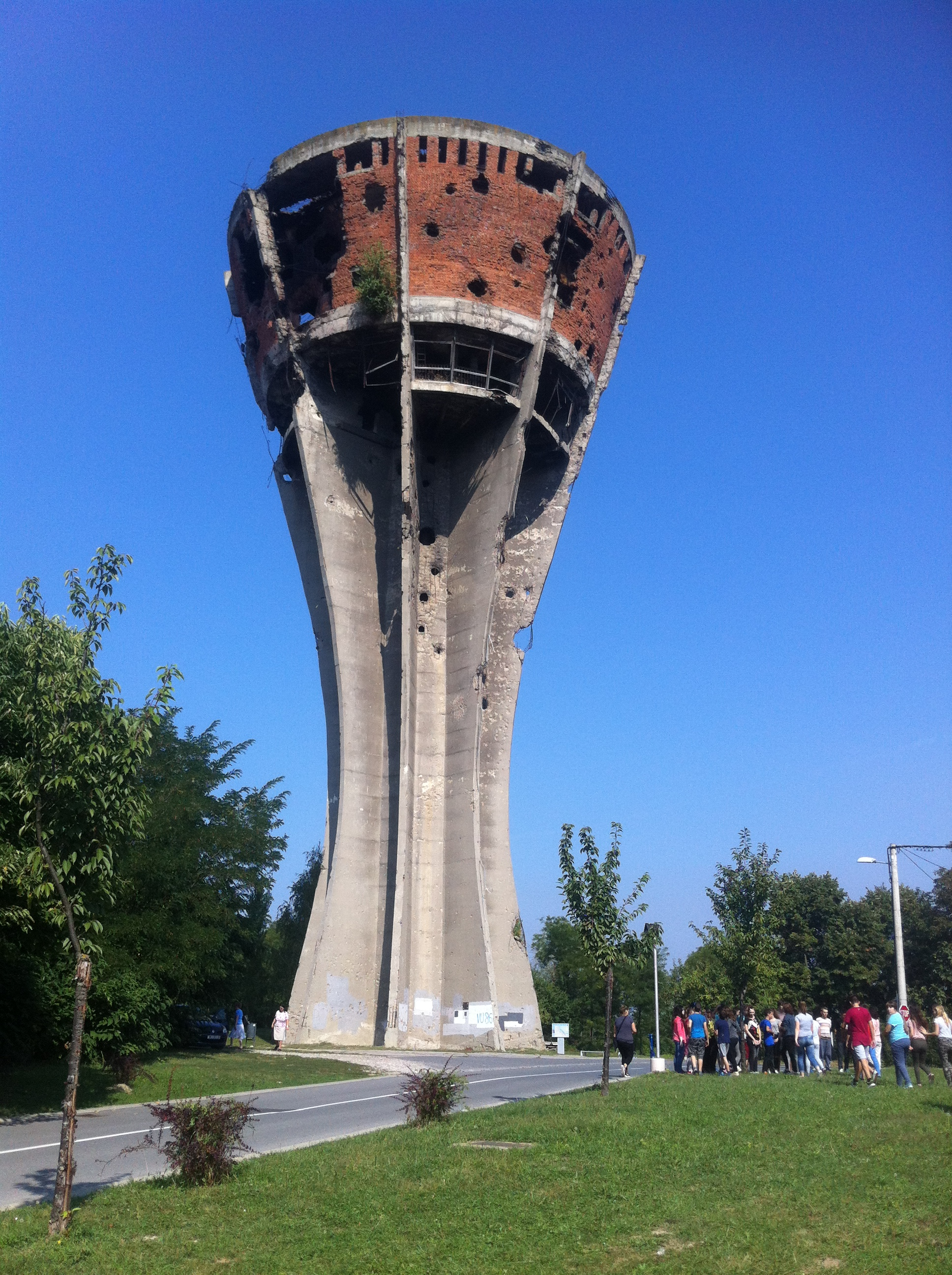
Vukovars vattentorn i Kroatien
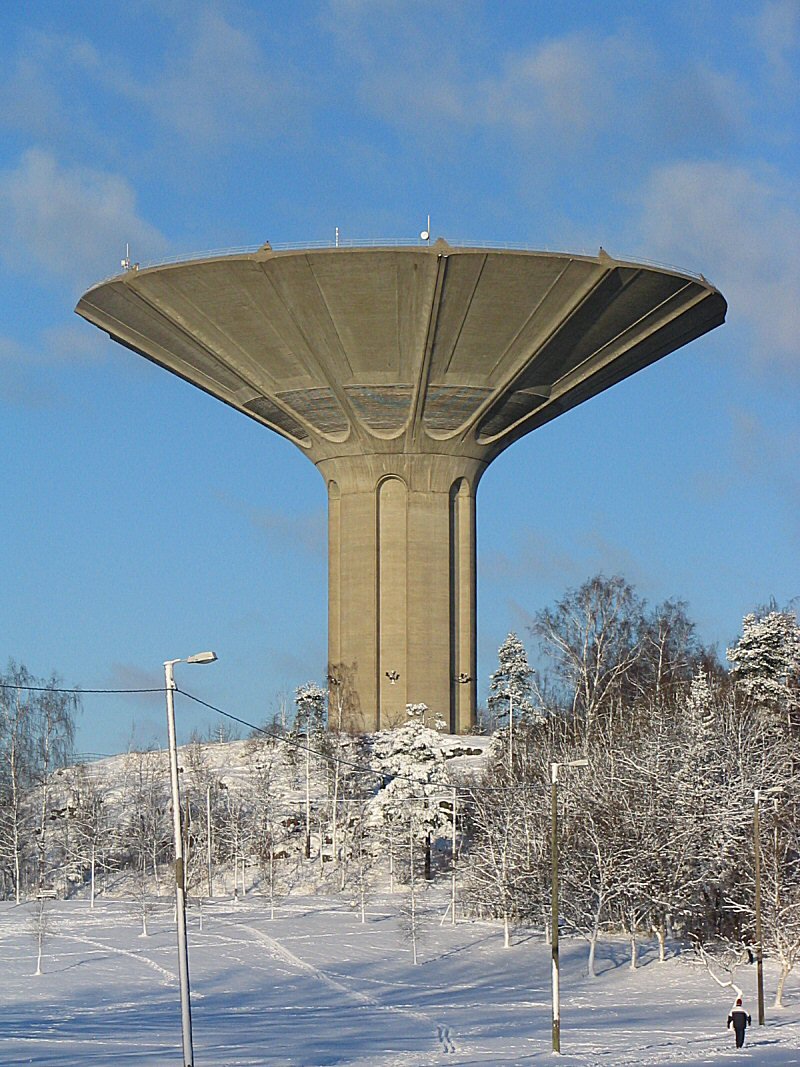
Vattentorn i Kasberget i Helsingfors Finland 1977
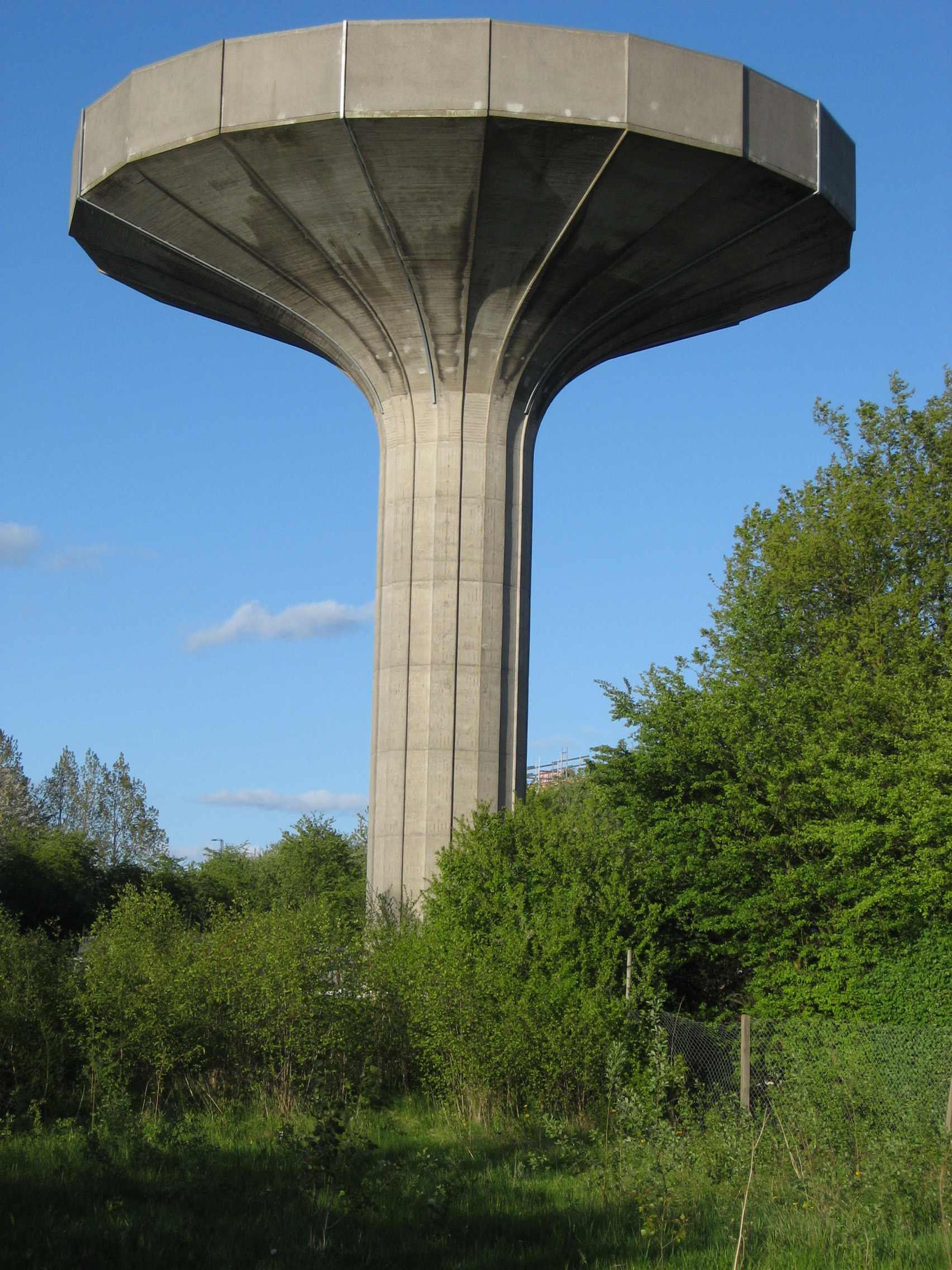
Vattentorn i Hasle, Århus i Danmark
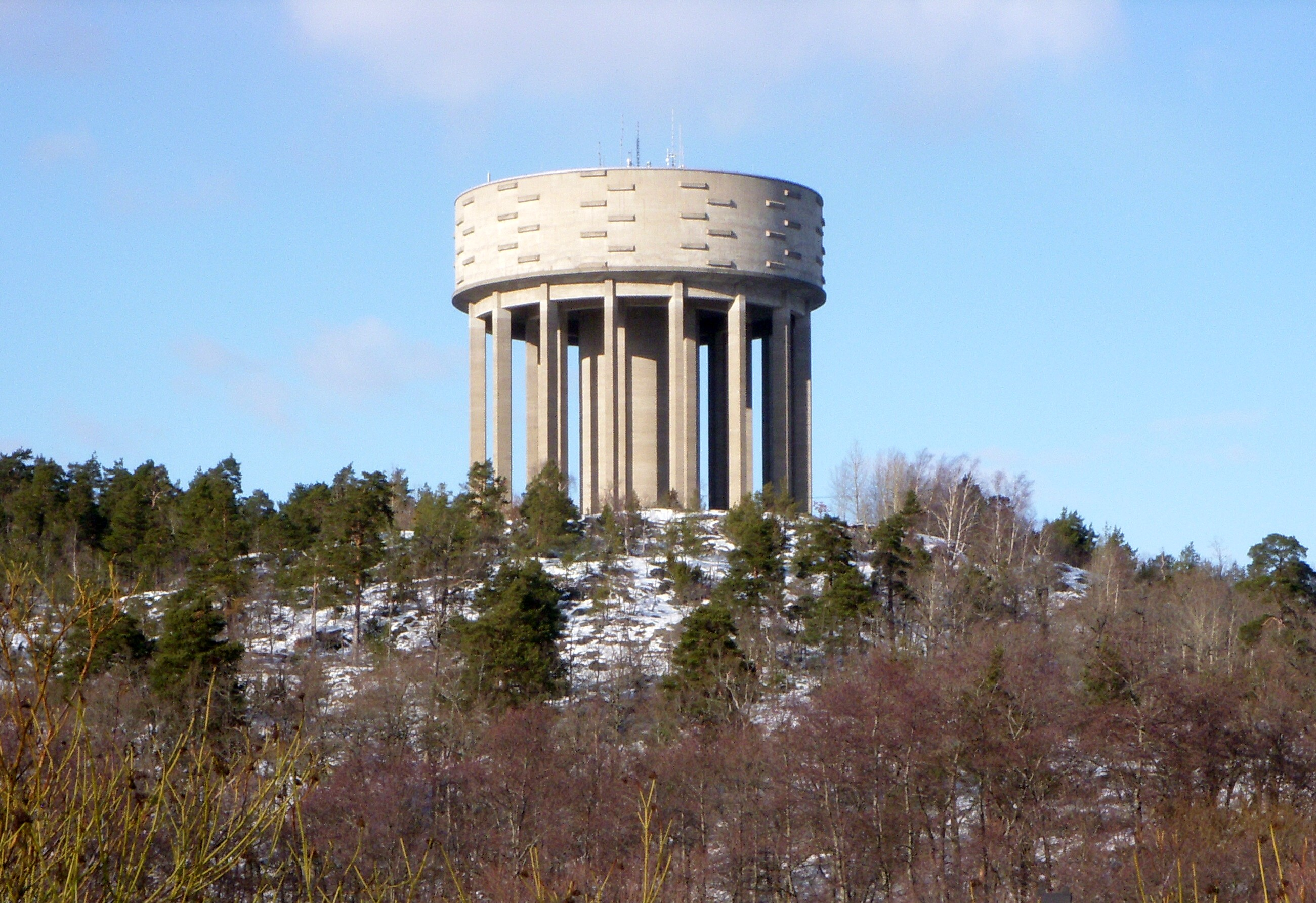
Sätra vattentorn
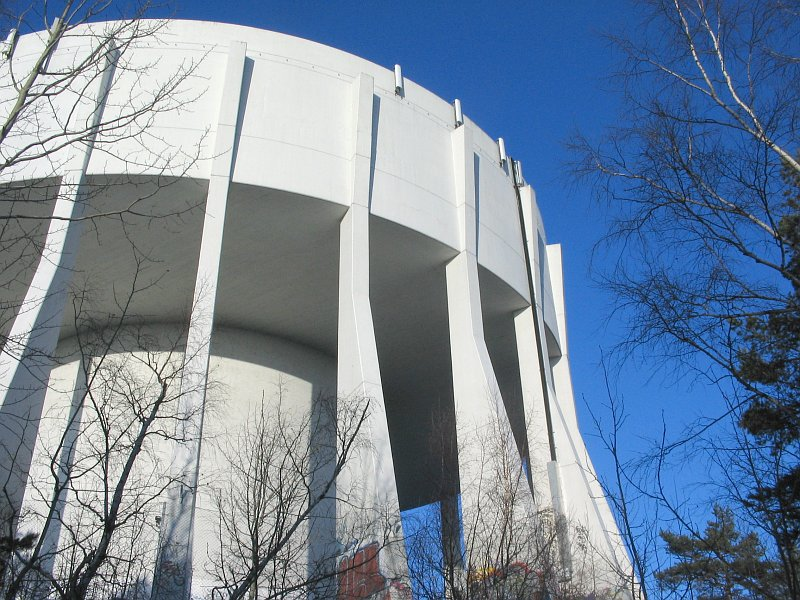
Vattentorn i Tyresö kommun
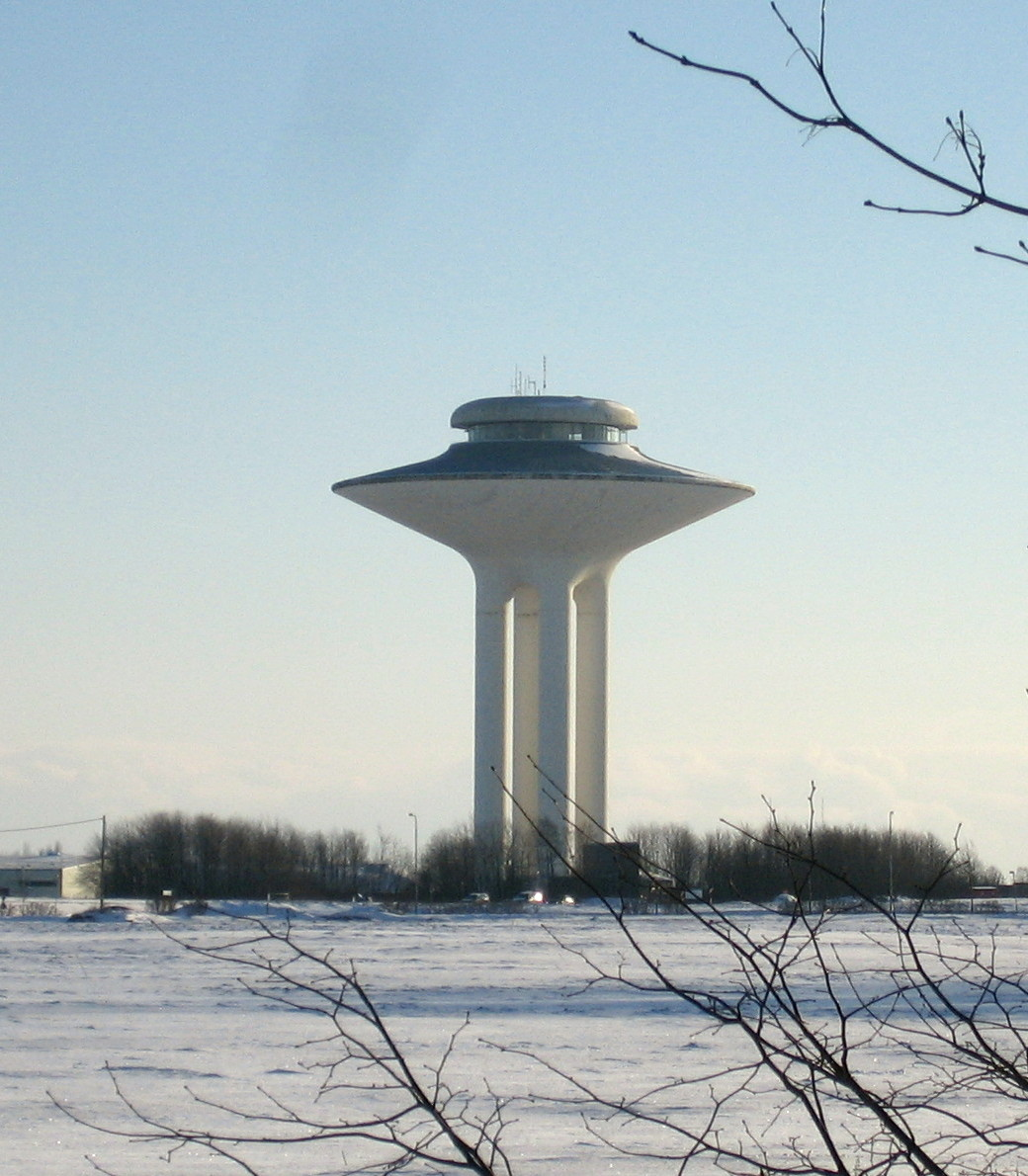
Vattentorn i Hyllie
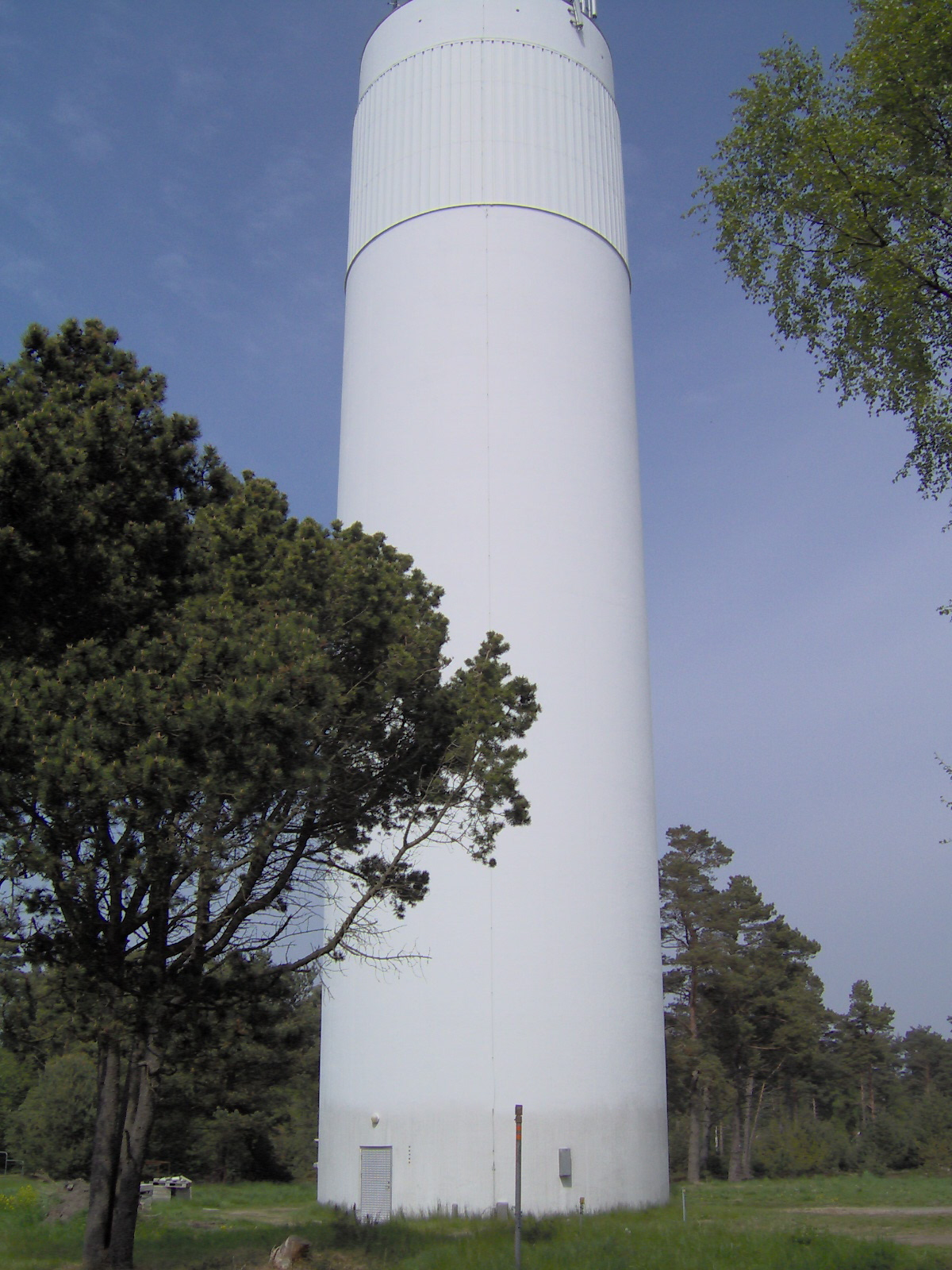
Ljunghusens vattentorn
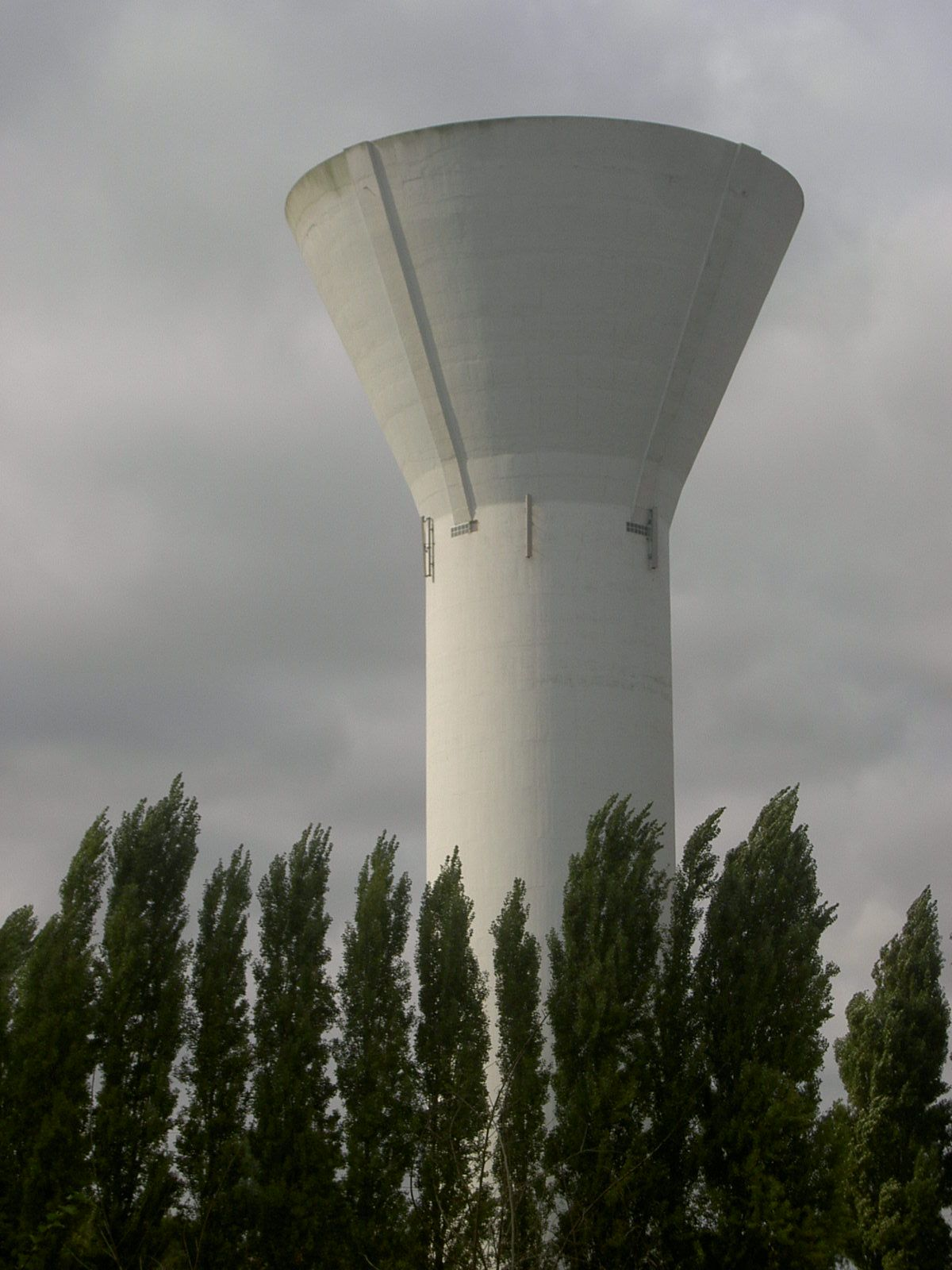
Vattentorn i Tonnay-Charente i Frankrike
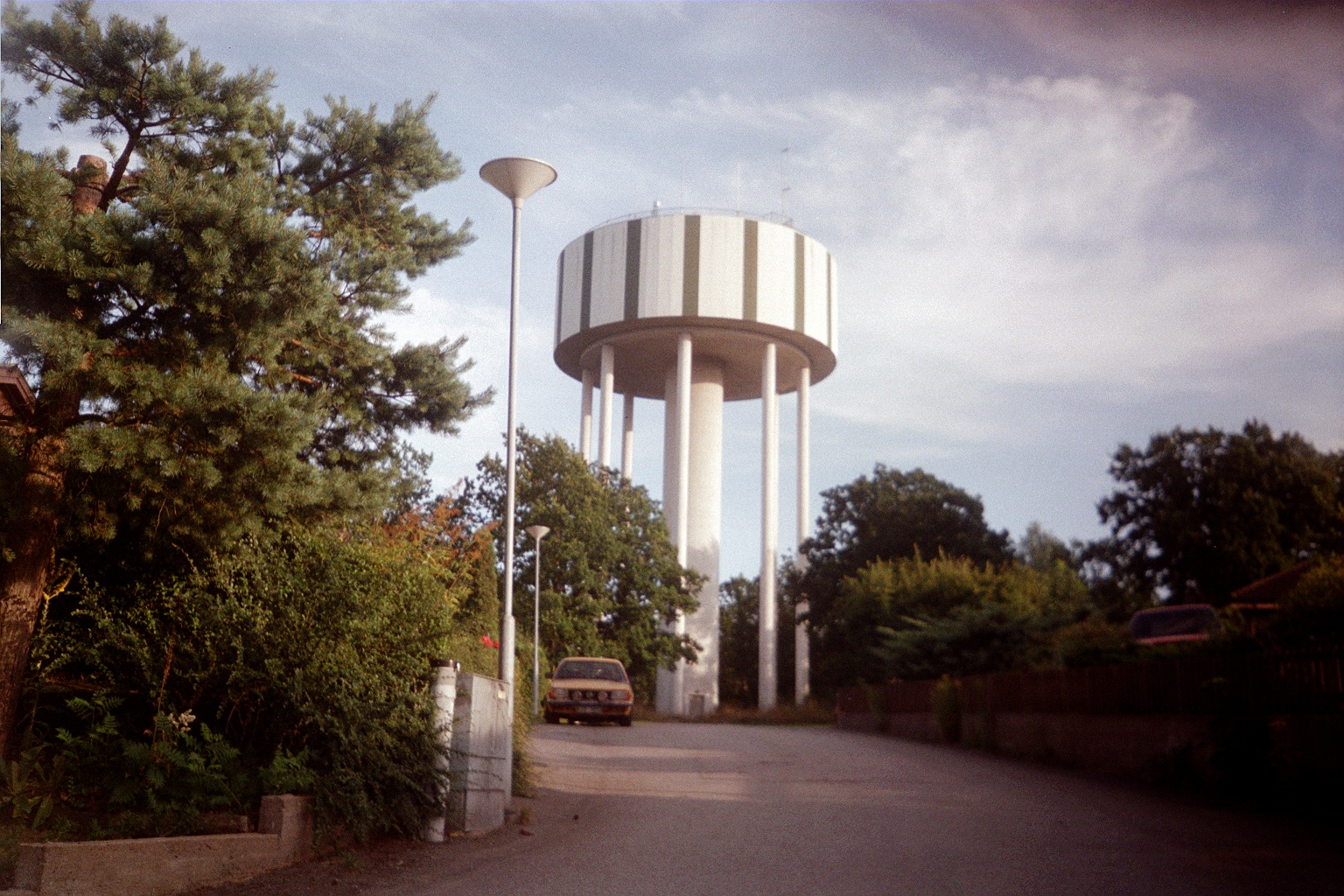
Jämjö vattentorn
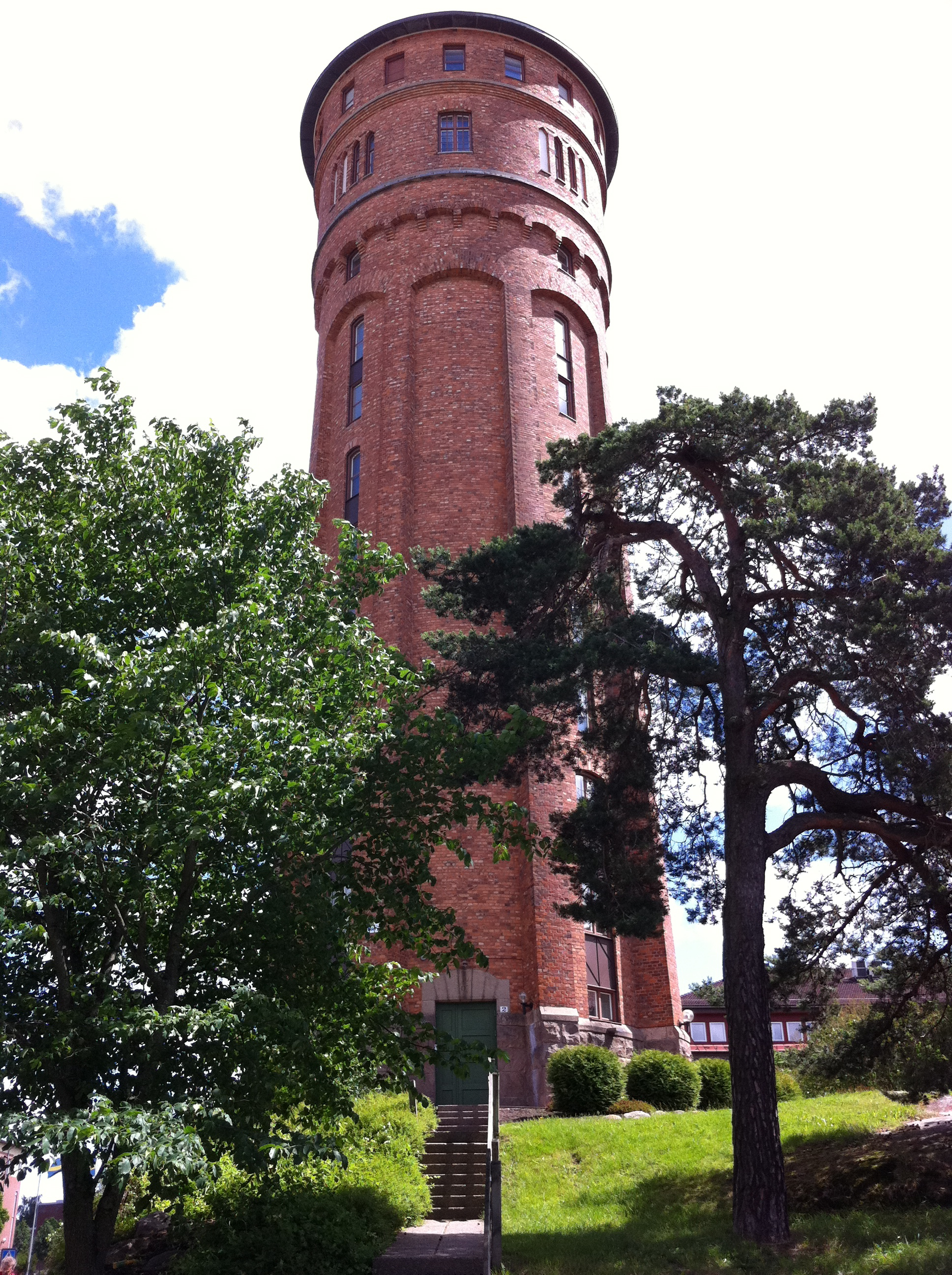
Trollhättans vattentorn
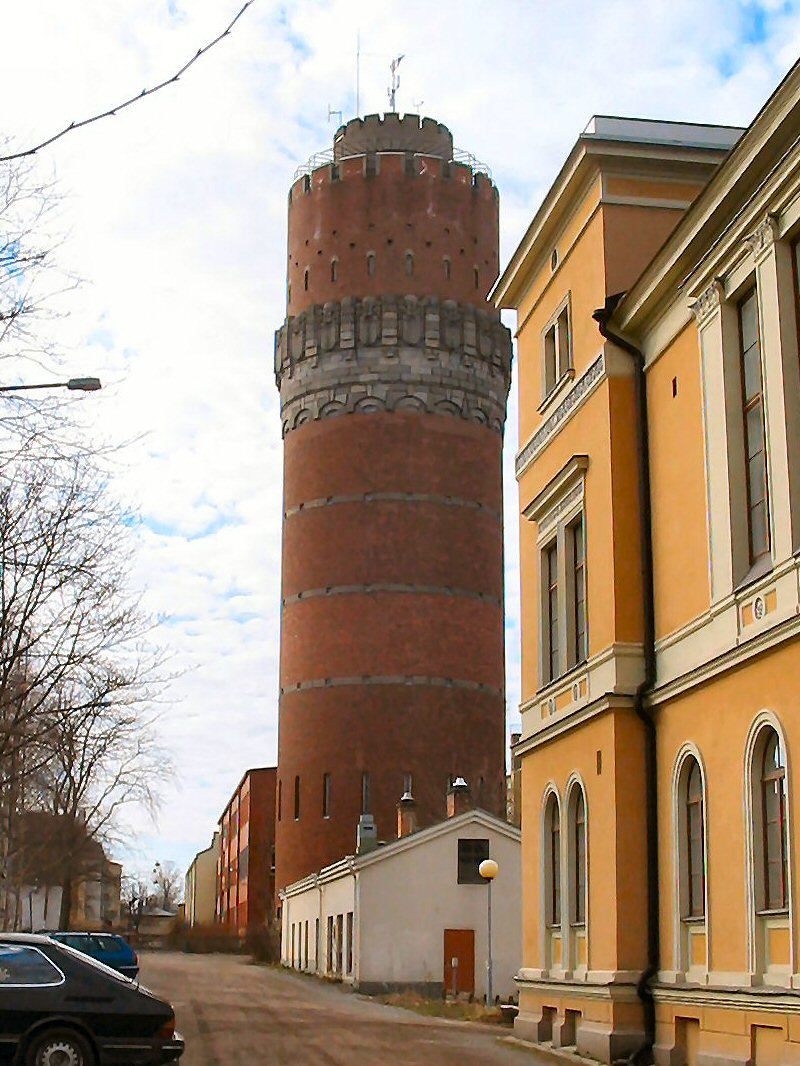
Vasas vattentorn i Finland
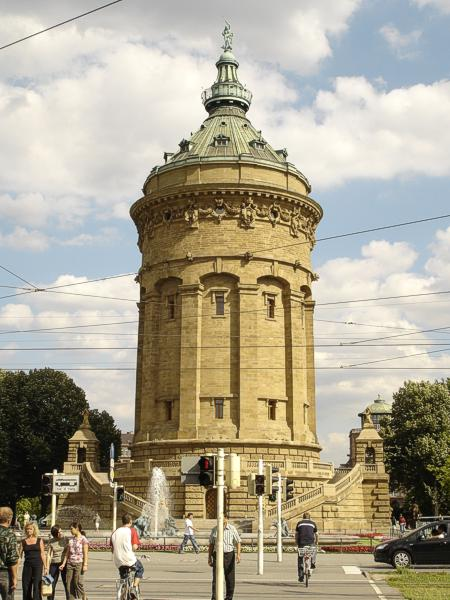
Vattentorn i Mannheim
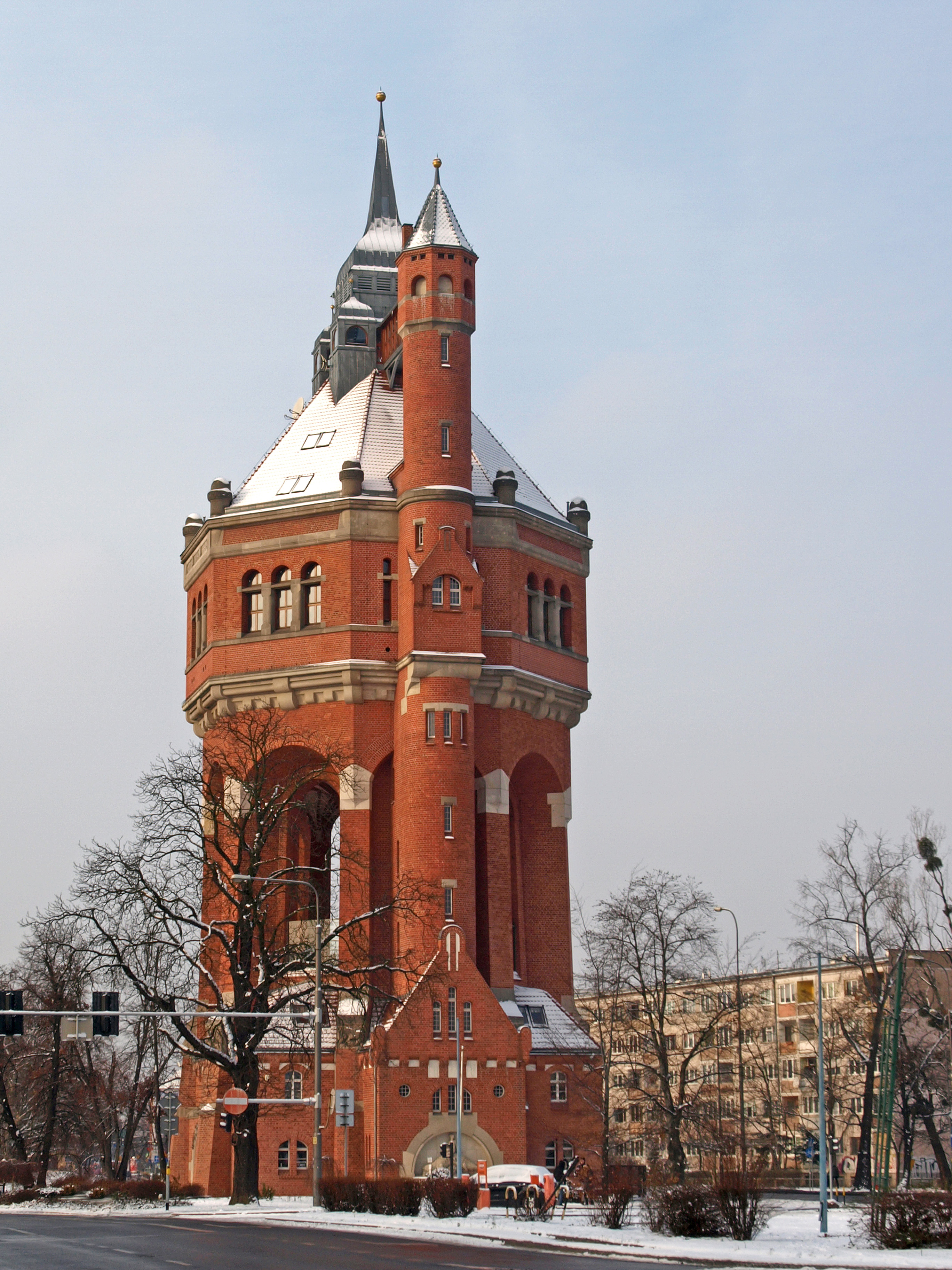
Vattentorn i Wrocław, Polen
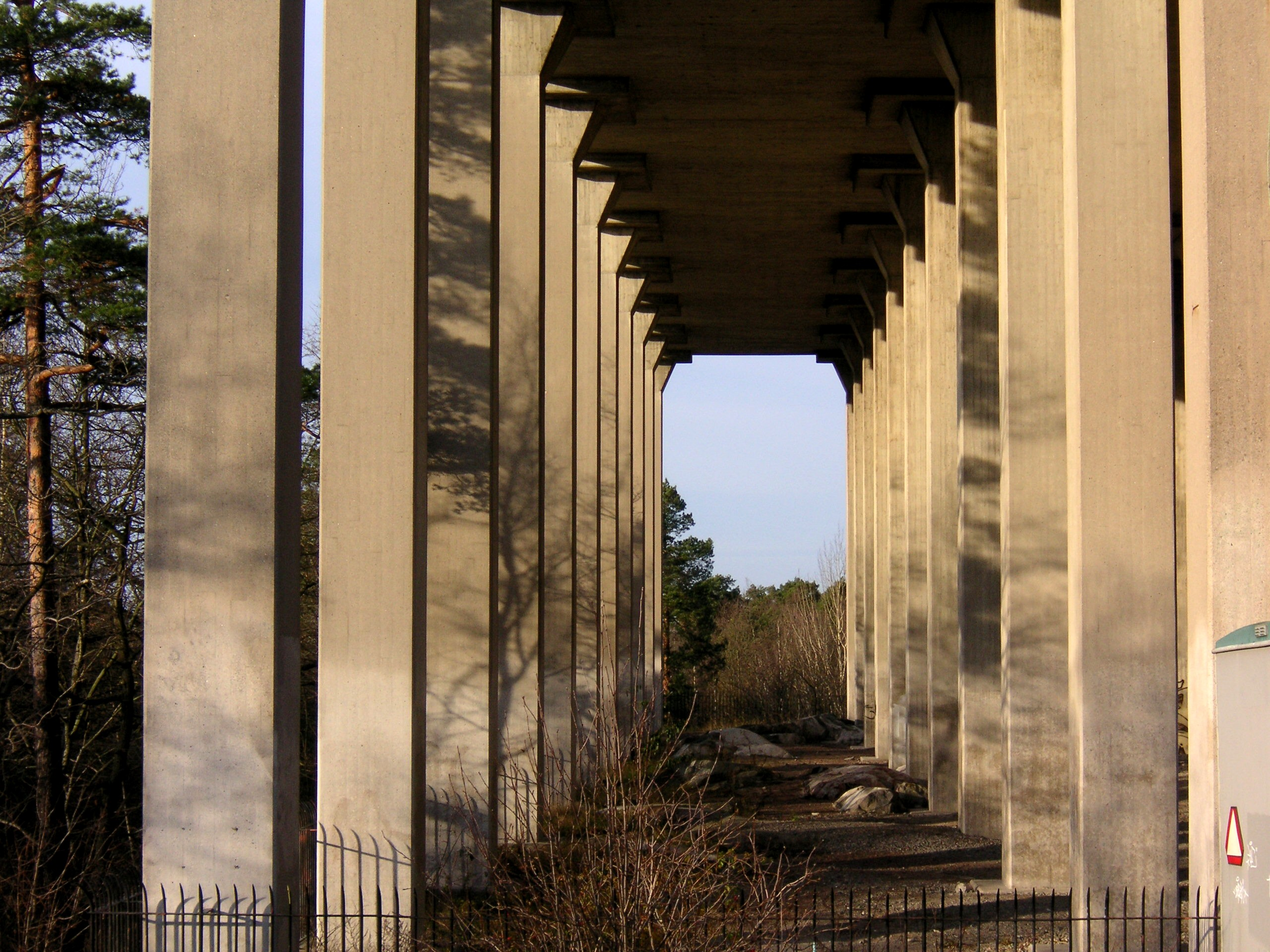
Uggleviksreservoaren i Stockholm
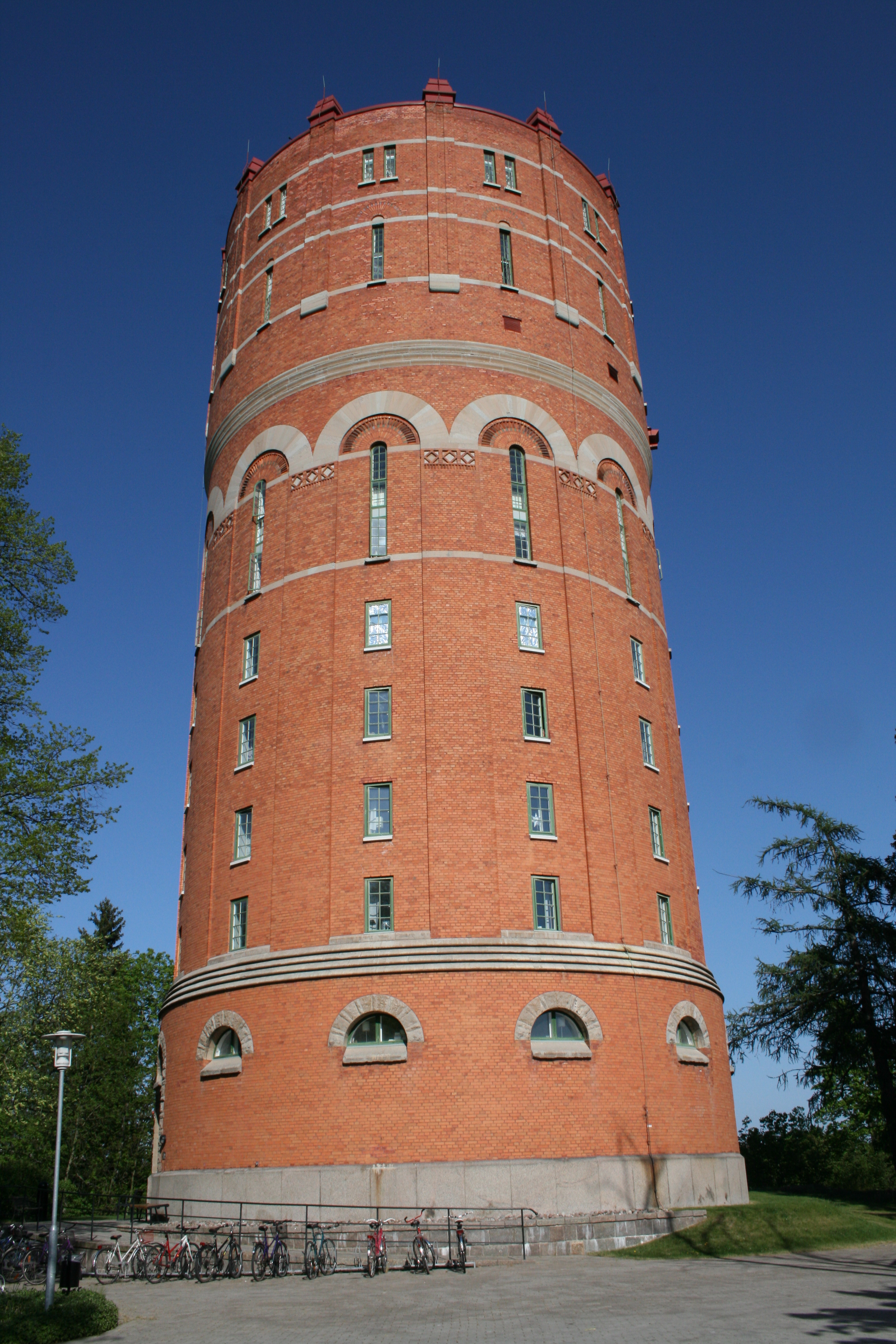
Norrköpings gamla vattentorn
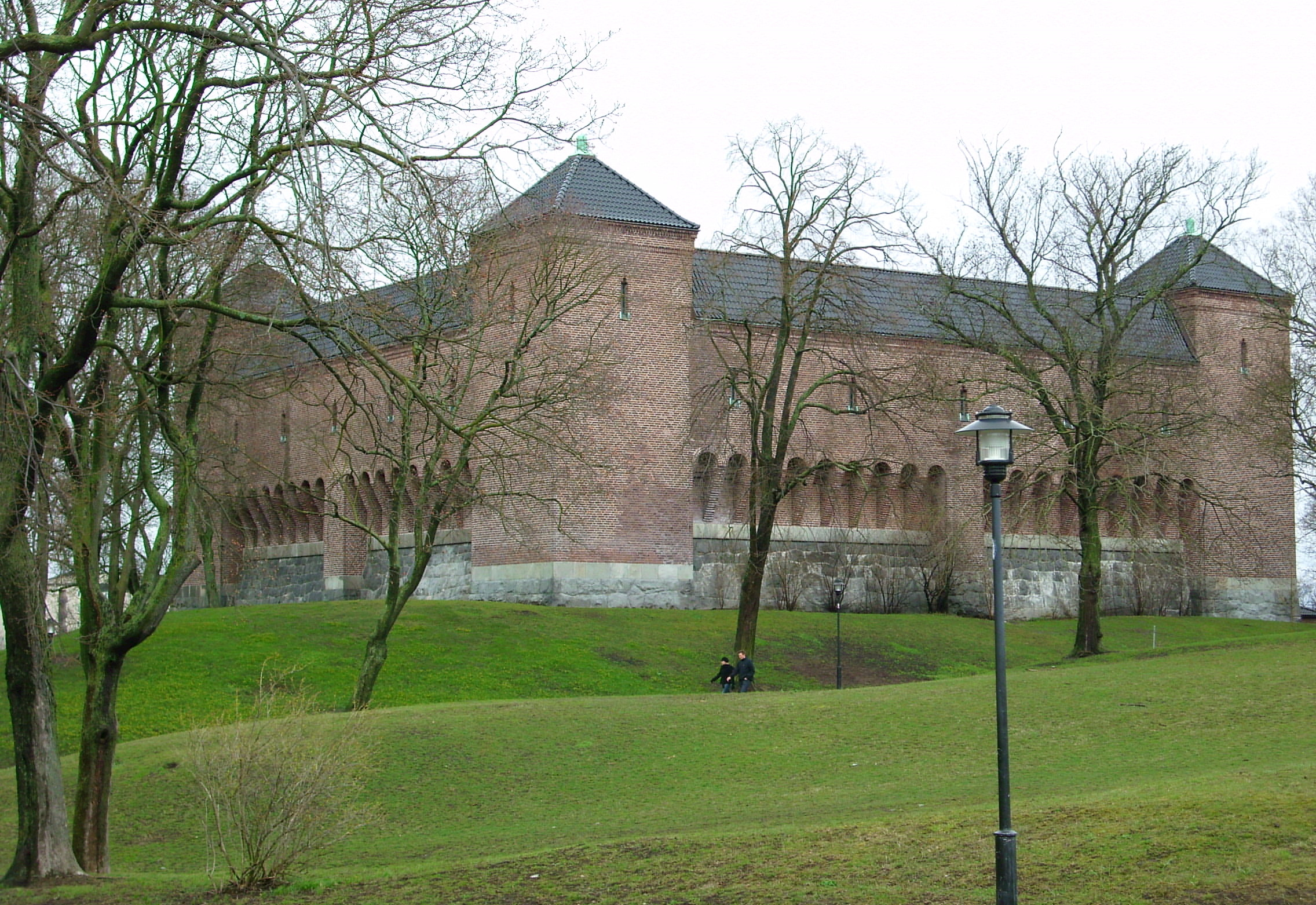
Vanadislundens vattenreservoar i Stockholm
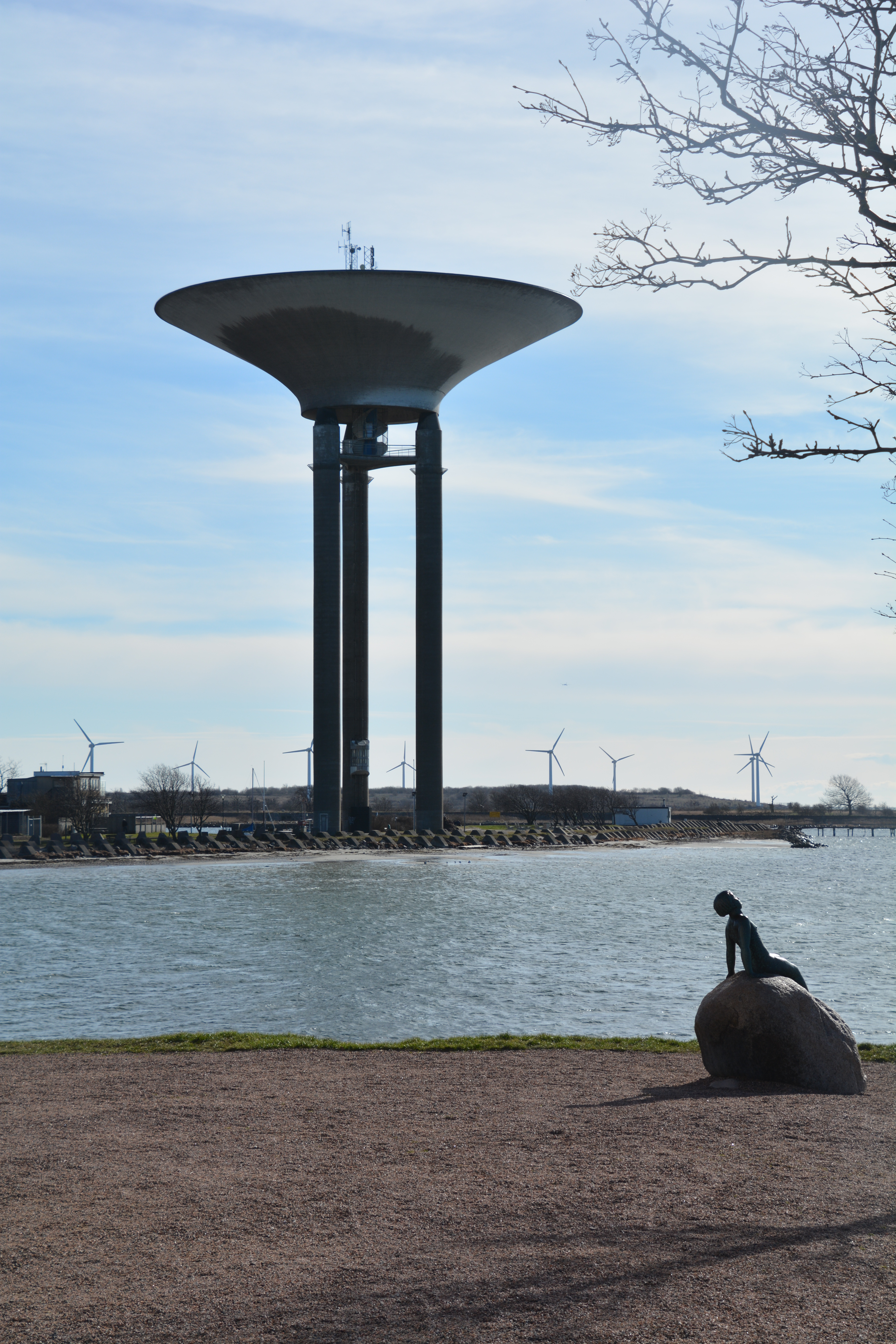
Vattentornet i Landskrona
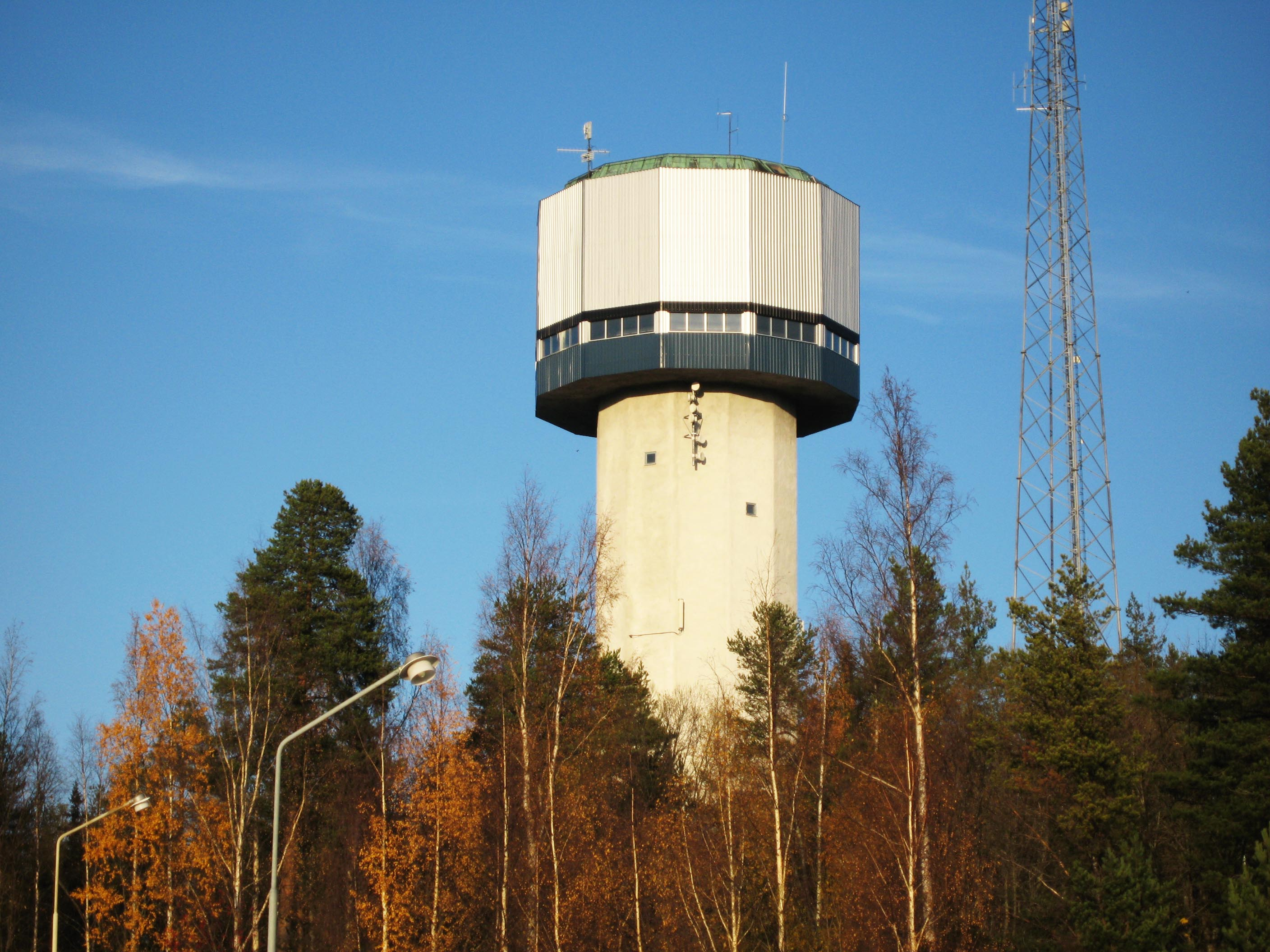
Vattentornet i Örnsköldsvik
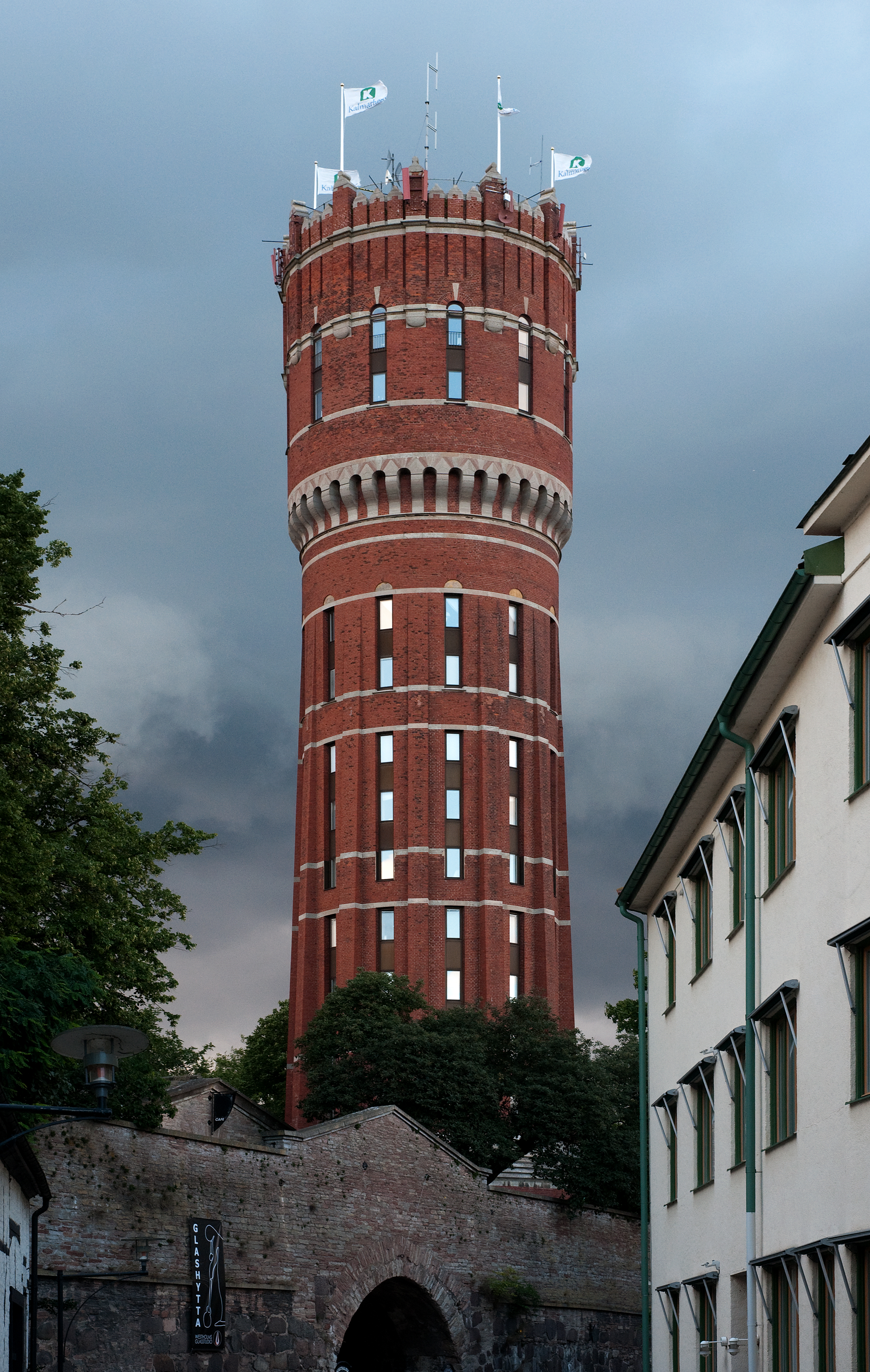
Kalmar gamla vattentorn
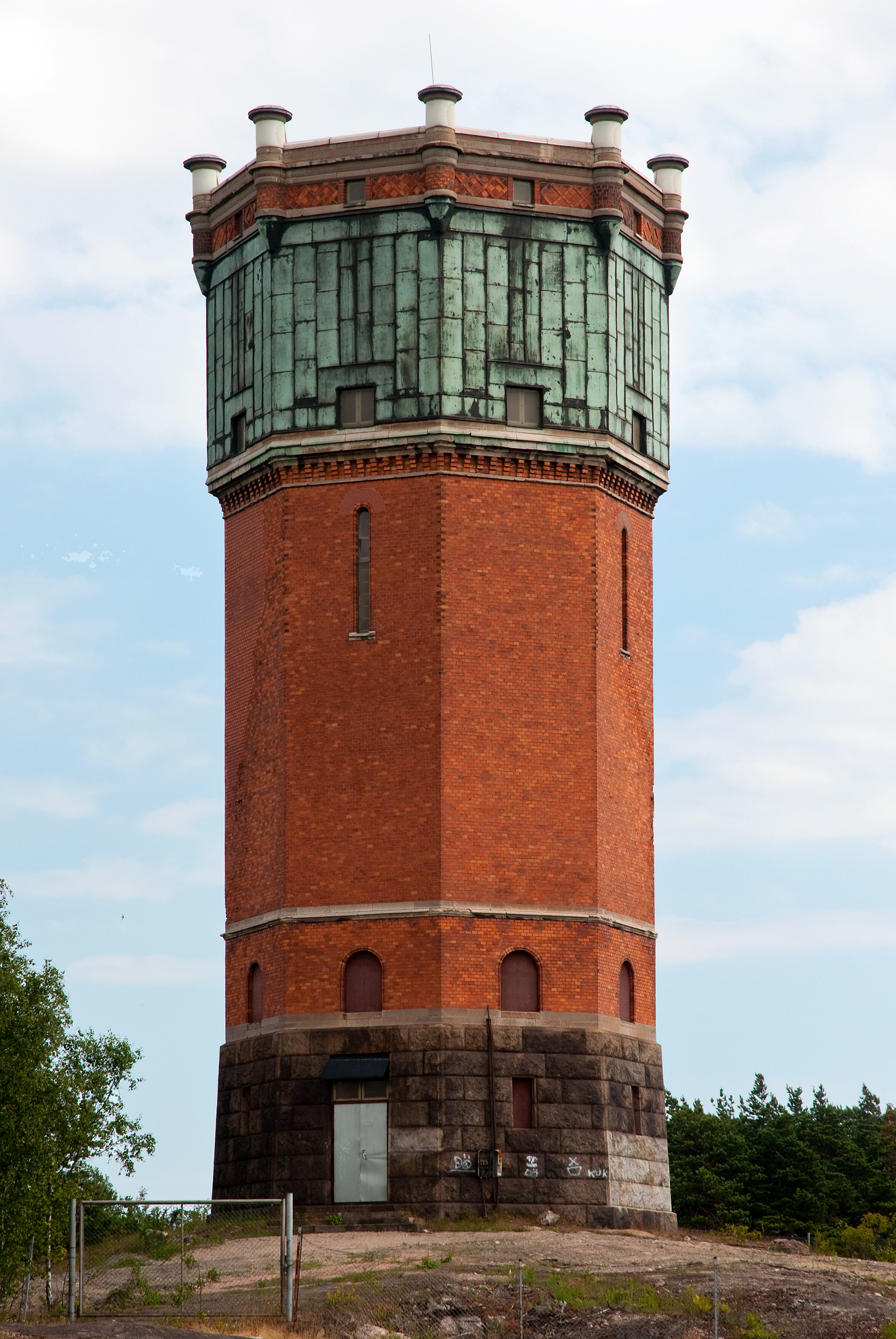
Gamla vattentornet i Oxelösund
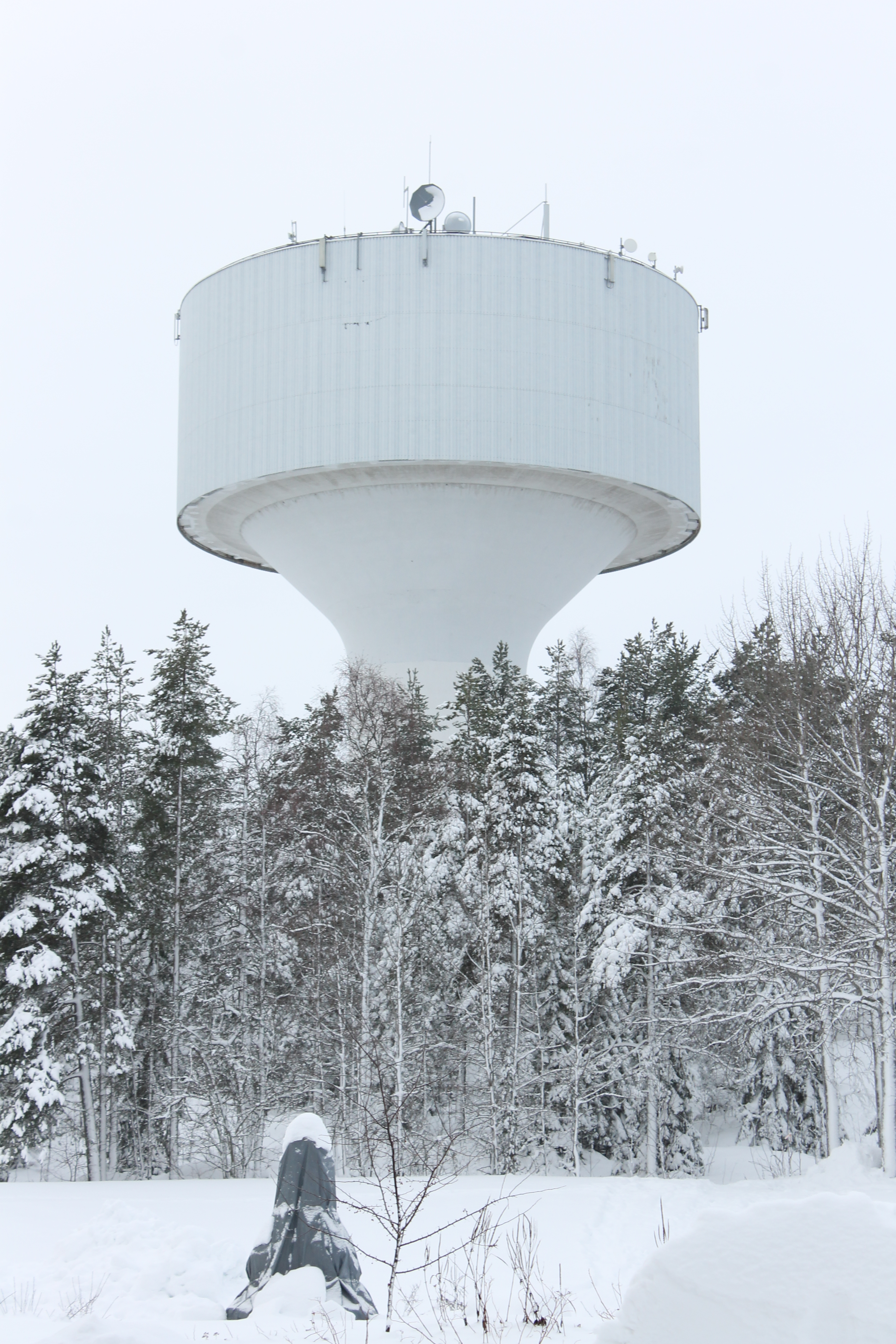
Vattentornet på Mariehem i Umeå
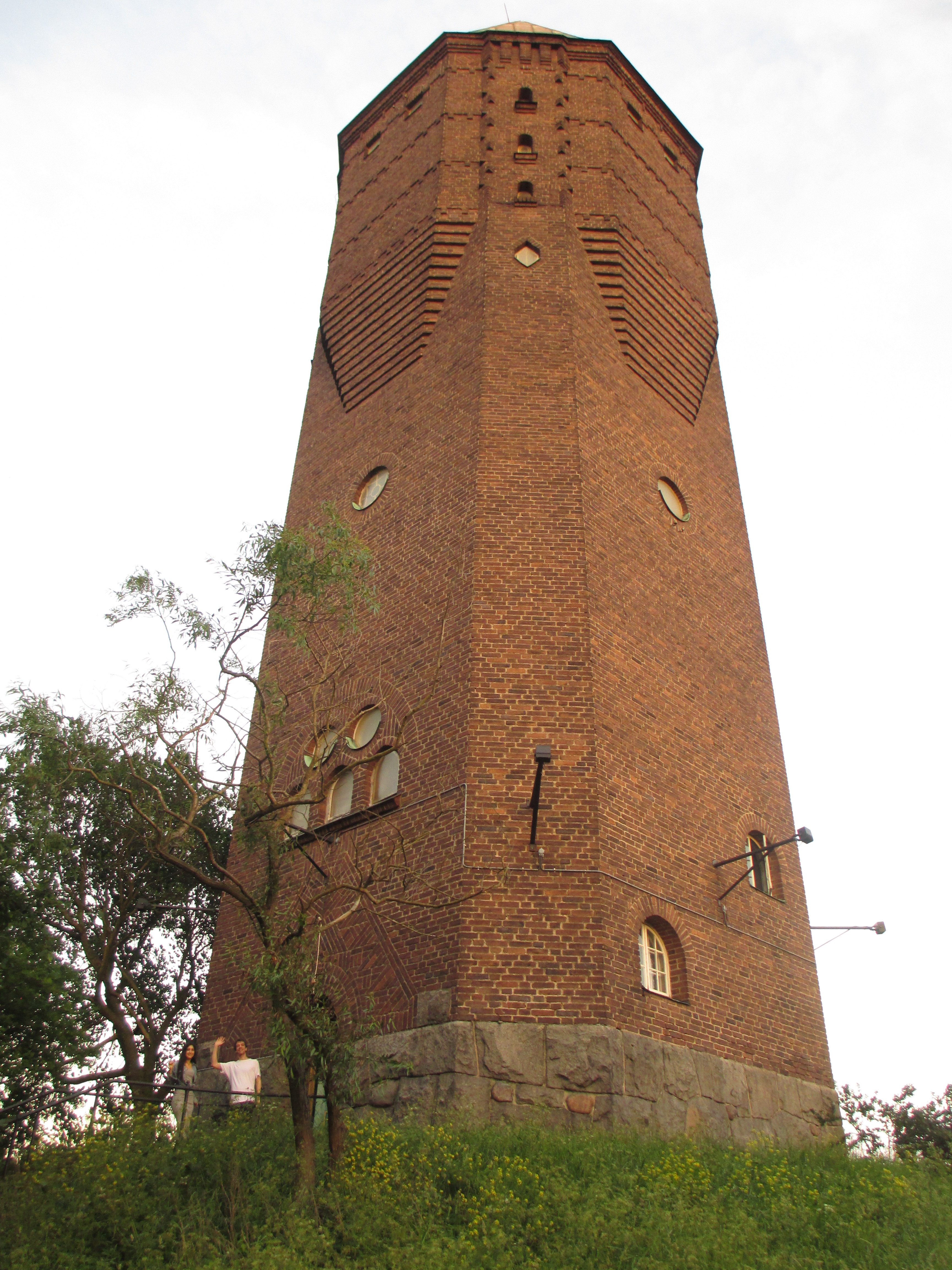
Hagalundsparkens vattentorn i Solna
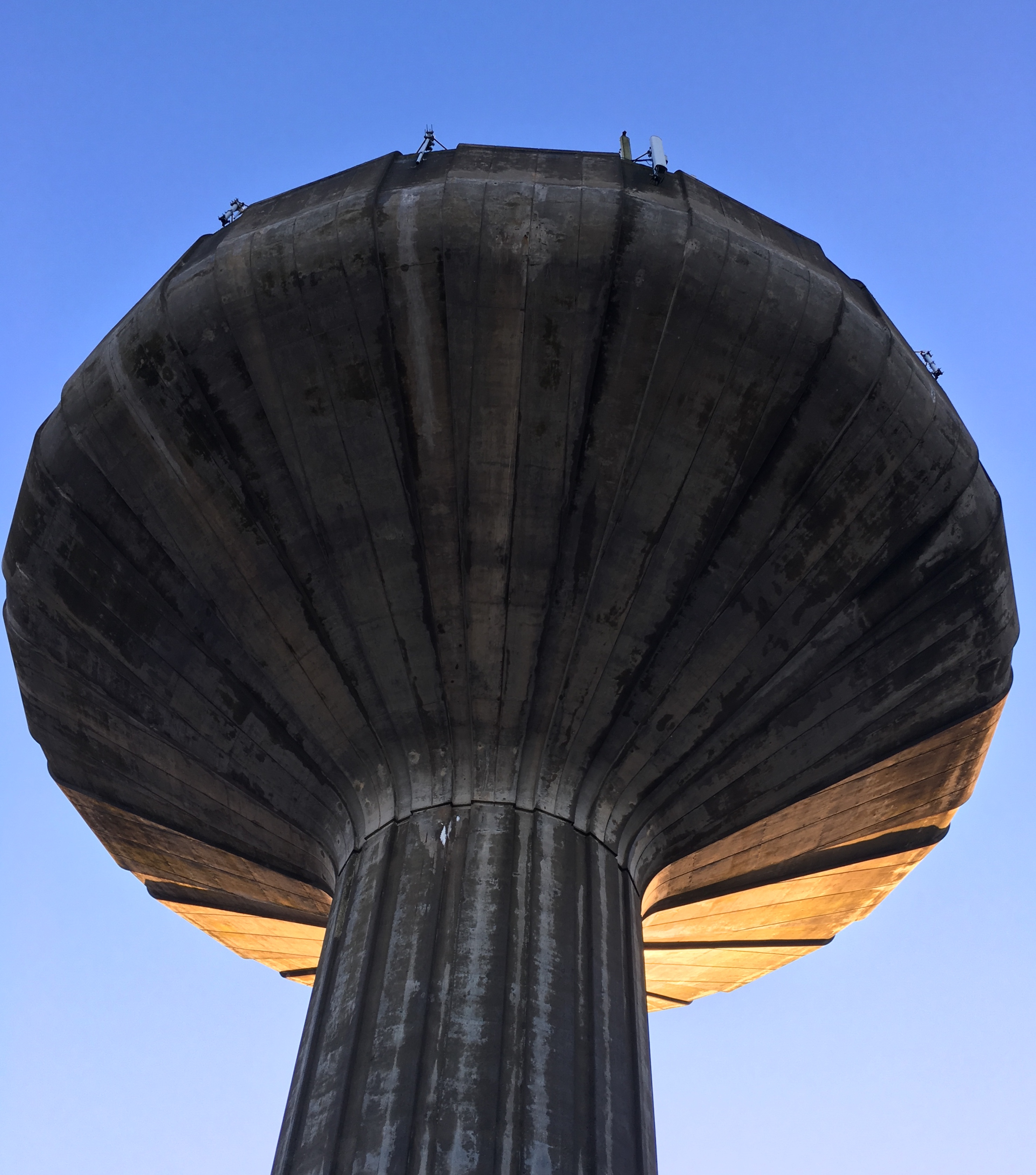
Björkekärrs vattentorn
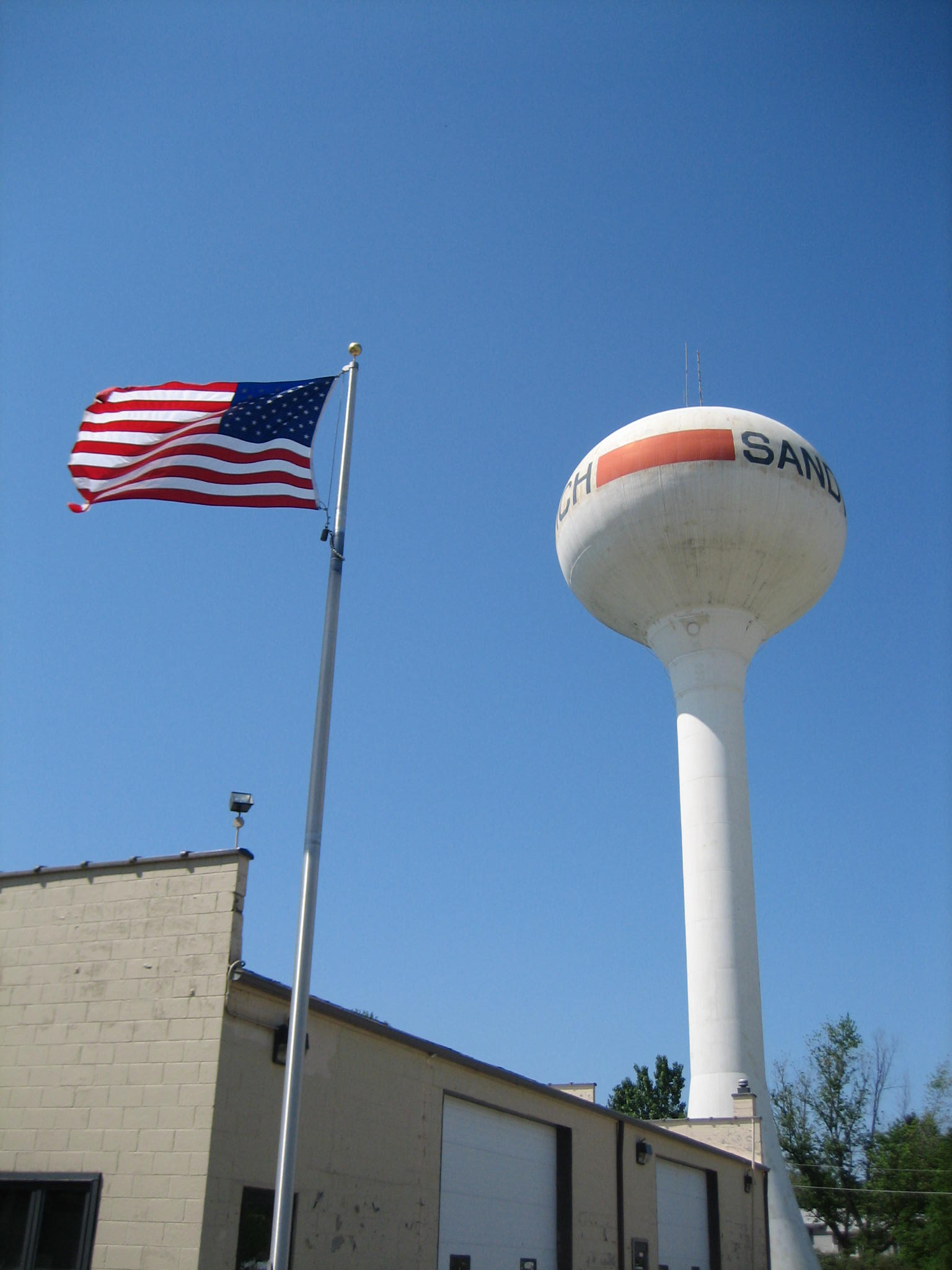
Sandwich Water Tower och Township Hall, USA
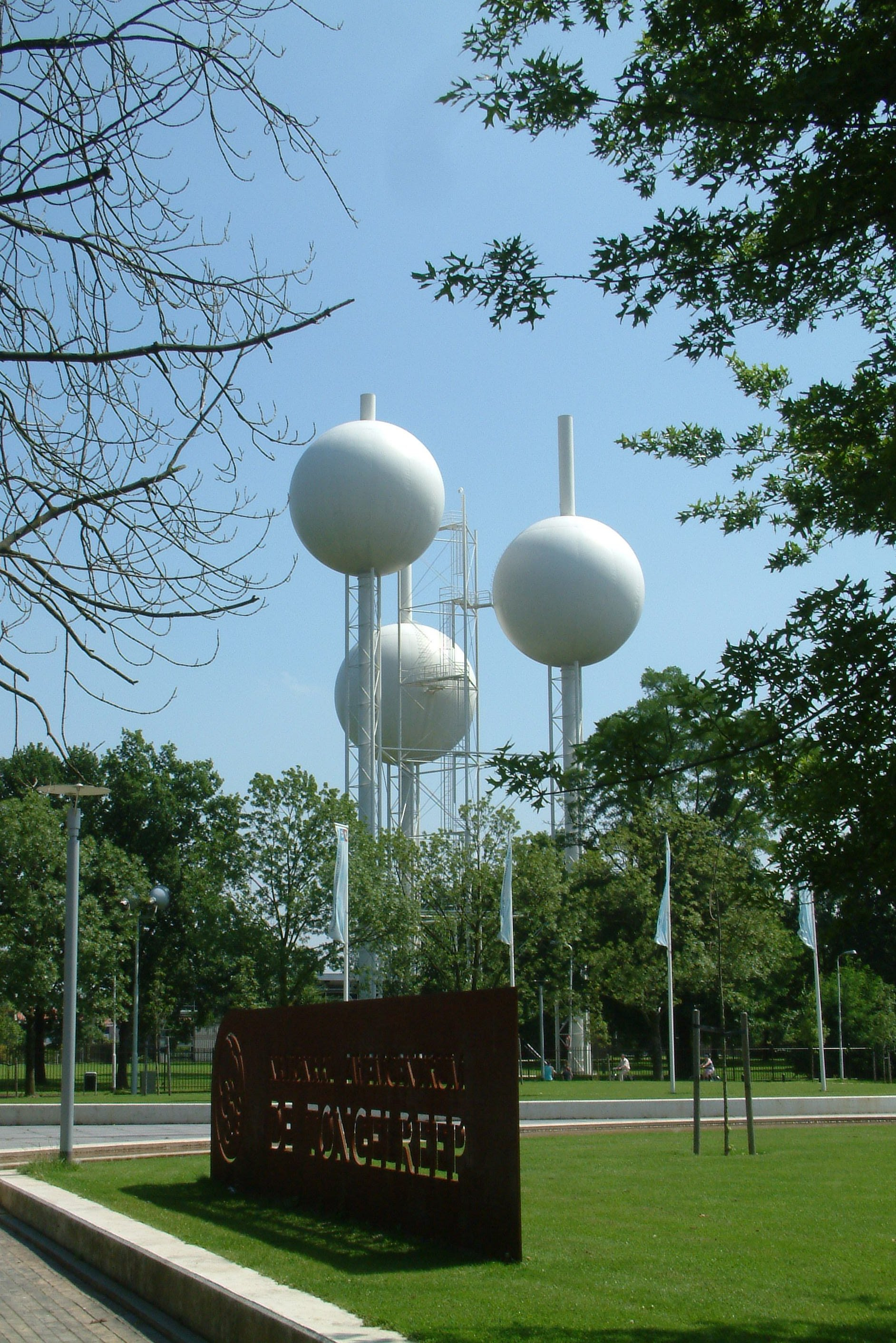
Eindhovens vattentorn
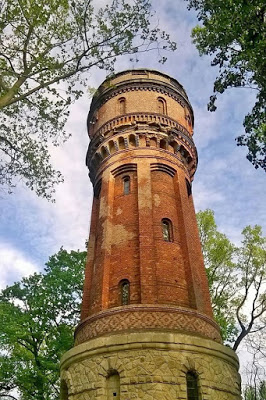
Vattentorn i Rybnik Polen
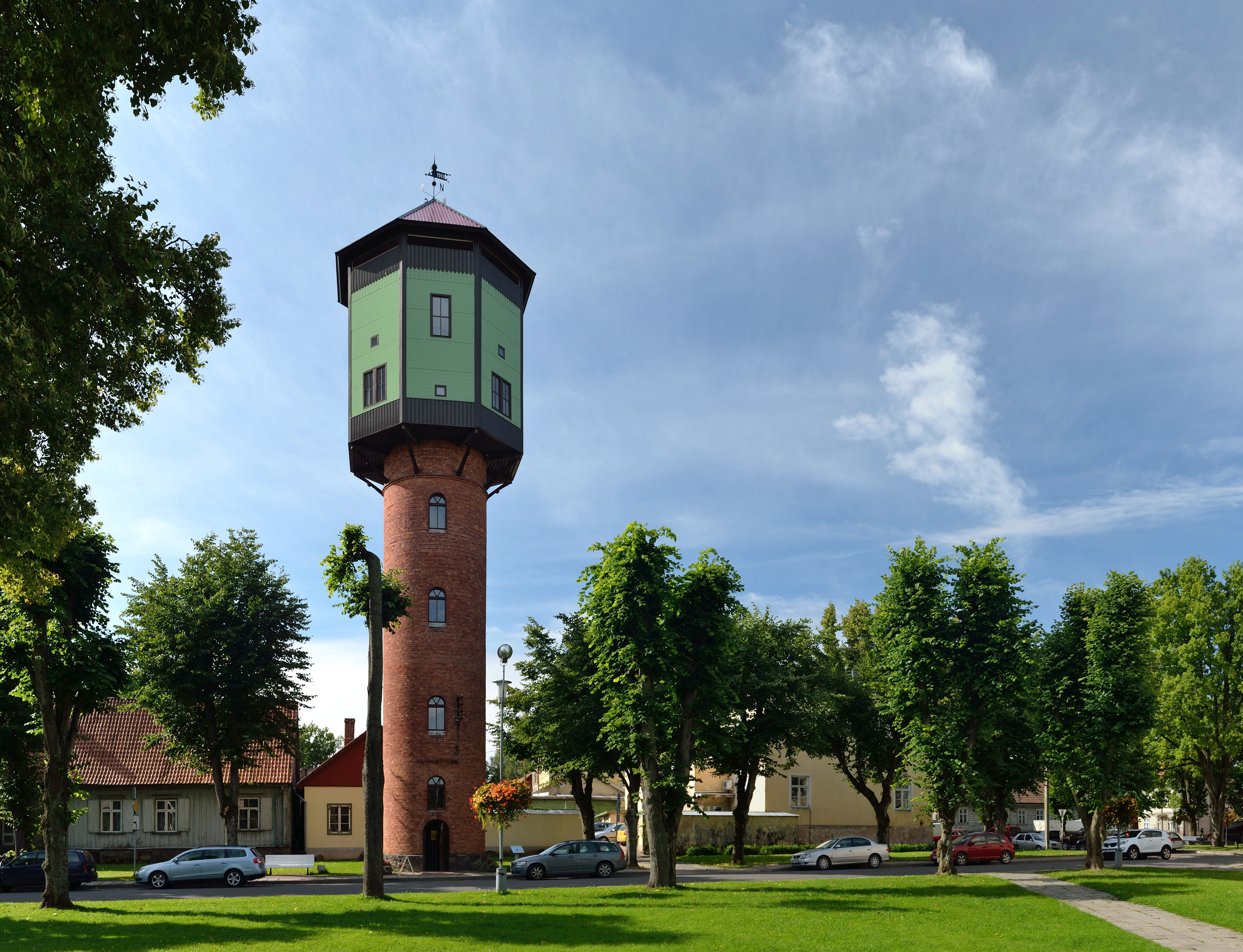
Viljandi vattentorn i Estland
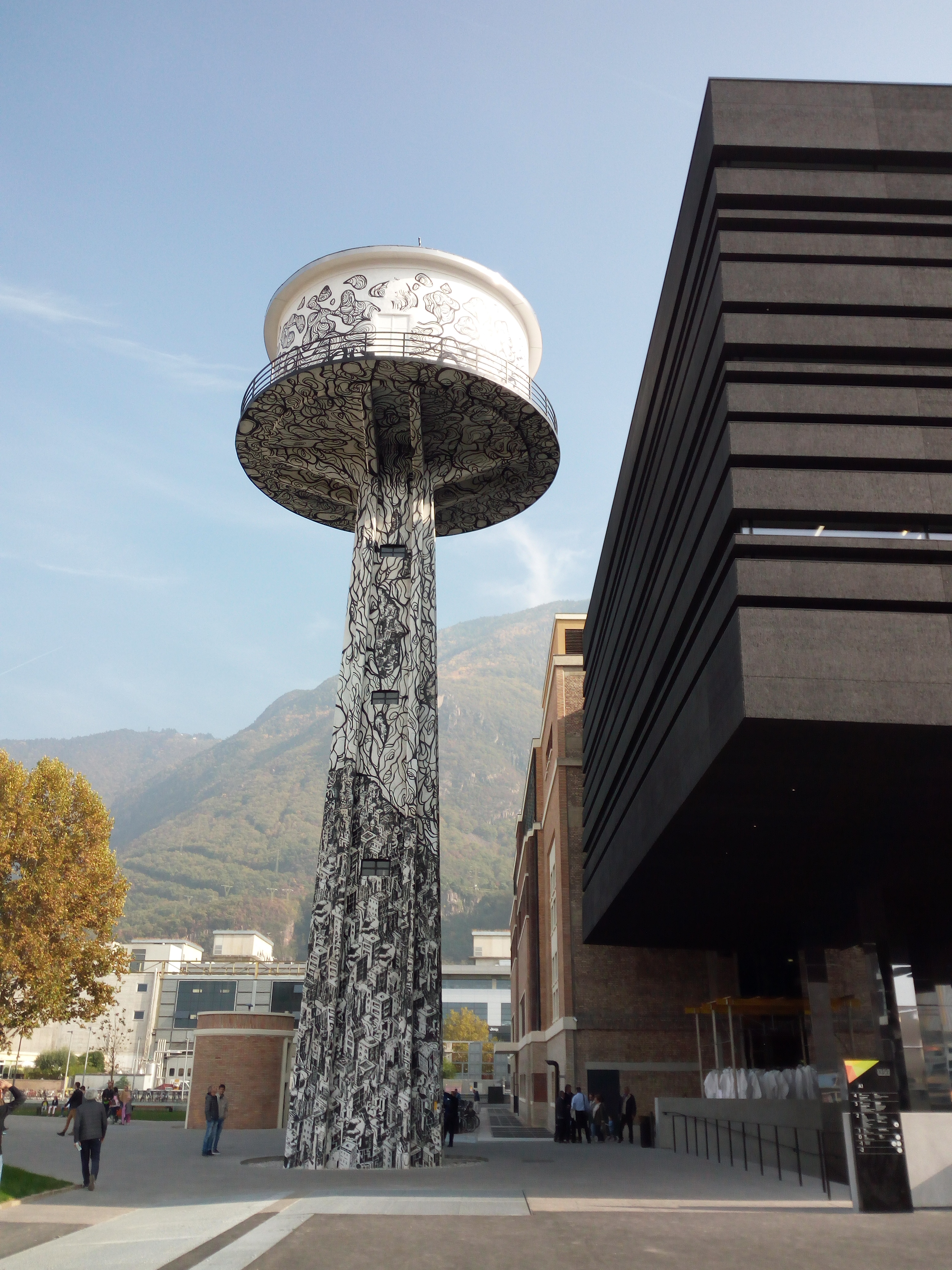
Bolzanos vattentorn i Italien
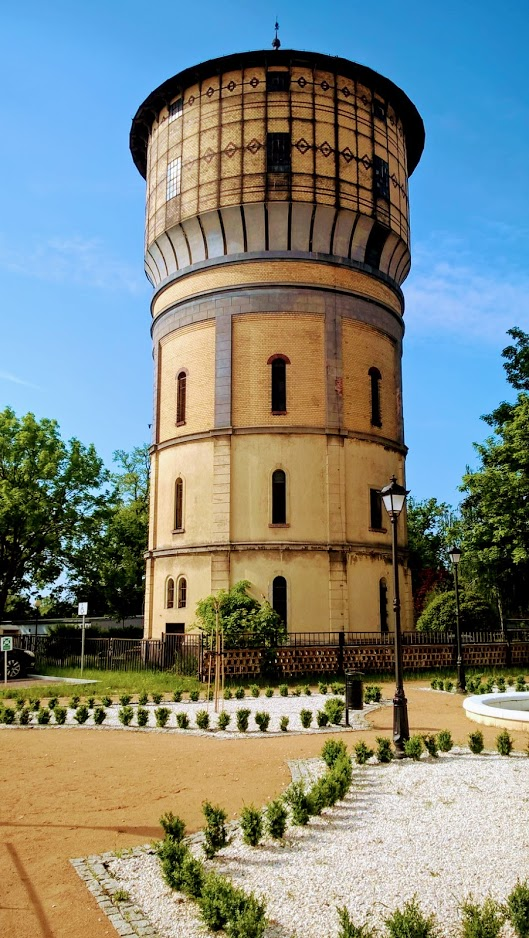
Vattentorn i Szprotawa från 1887
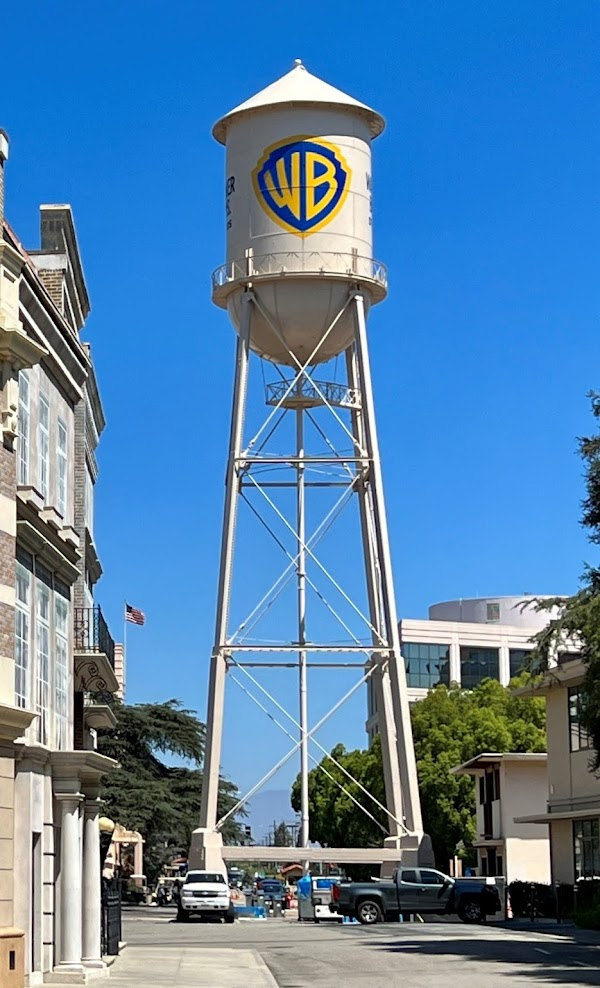
The Warner Bros. vattentorn i Burbank
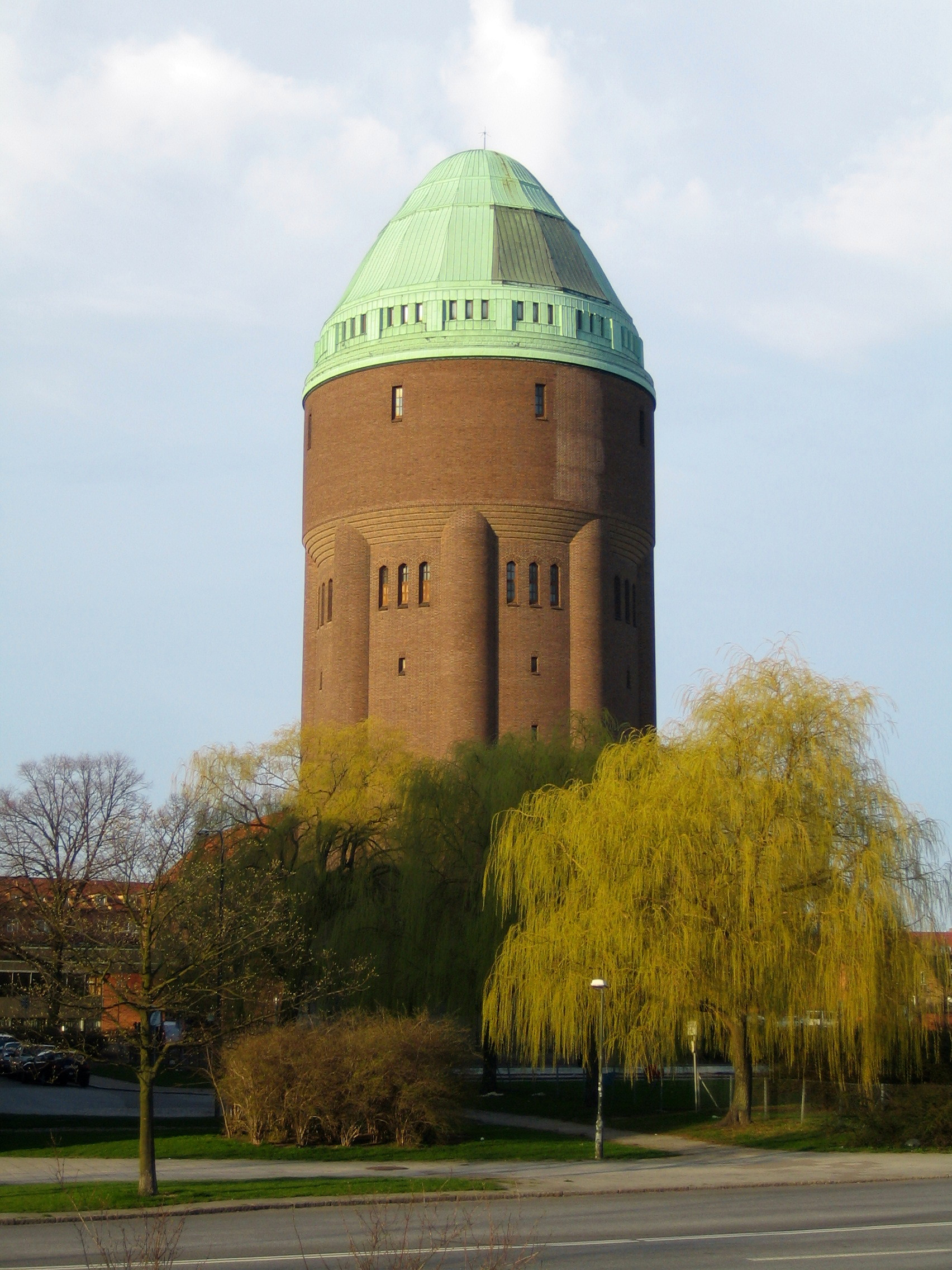
Södervärnstornet i Malmö
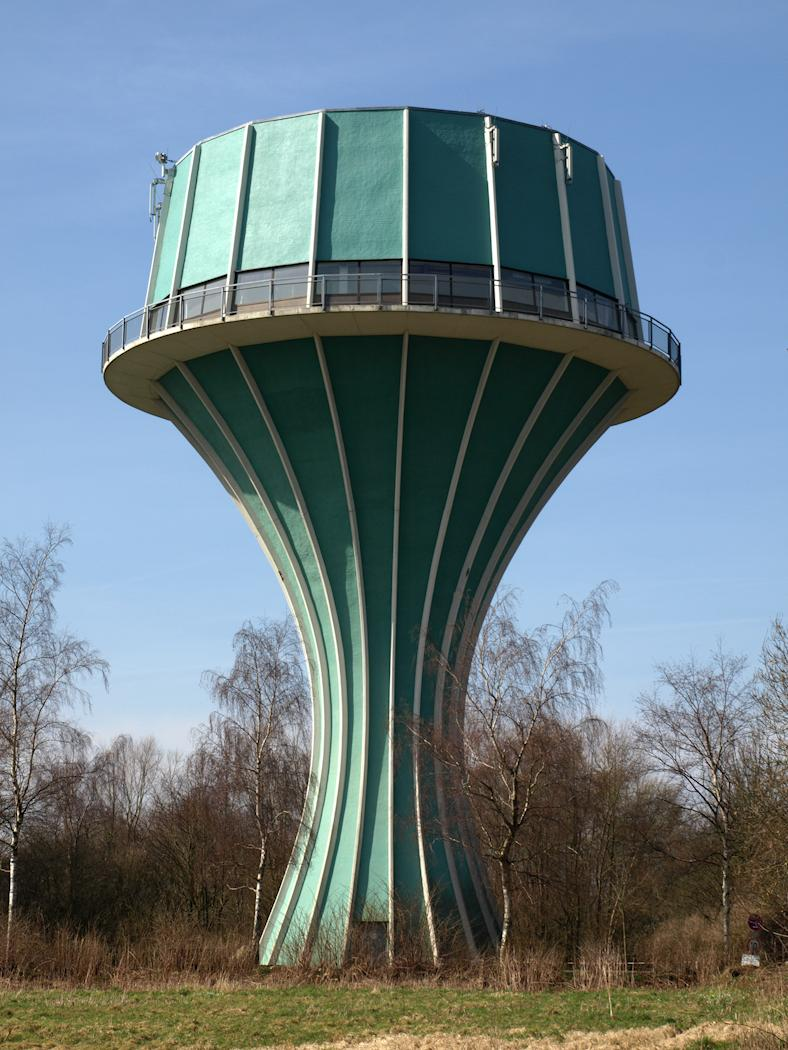
Flensburgs vattentorn
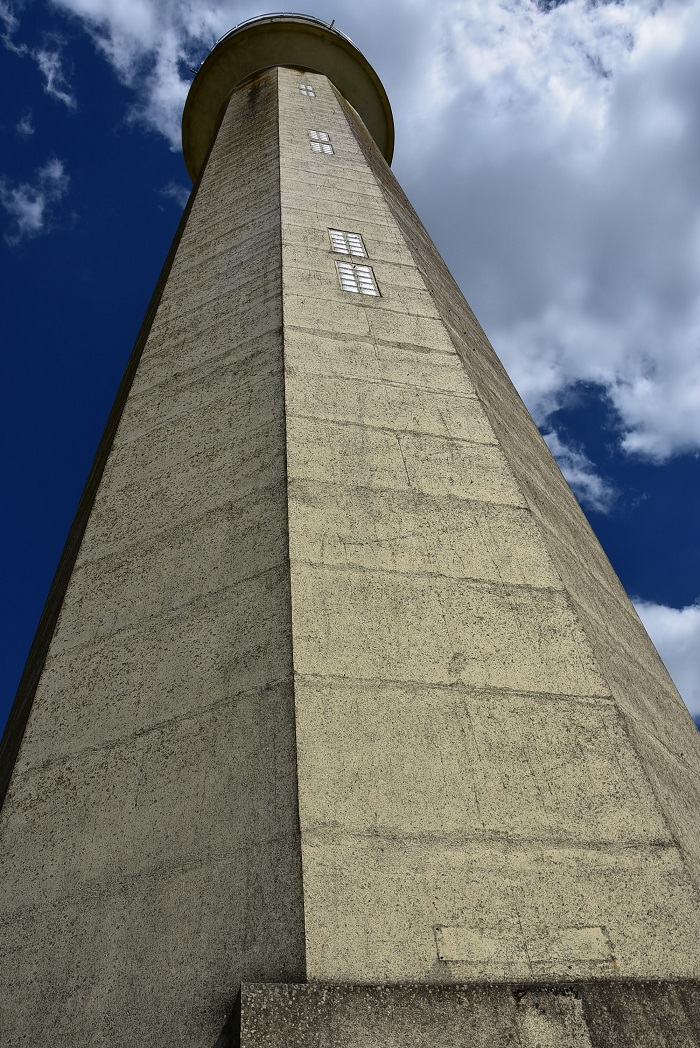
St-Christophe, Frankrike